# Bãi Omaha
Omaha, hay Bãi Omaha, là định danh của một trong năm khu vực đổ bộ của quân đội Đồng Minh trong Chiến dịch Neptune - chiến dịch đổ bộ đường biển kết hợp đường không của Chiến dịch Overlord, ngày 6 tháng 6 năm 1944 (Ngày D) trong Chiến tranh thế giới thứ hai. Omaha là một bãi biển dài tám kilômét tại bờ biển của vùng Normandie, Pháp, đối diện với Eo biển Manche, bắt đầu từ phía đông của Sainte-Honorine-des-Pertes đến phía tây của Vierville-sur-Mer ở hữu ngạn của cửa sông Douve. Đổ bộ vào khu vực này sẽ hình thành được một cầu nối giữa bãi đổ bộ của người Anh ở phía đông là Gold với bãi đổ bộ của người Mỹ ở phía tây là Utah, đồng thời giúp tạo một hành lang luân chuyển quân liên tục tại khu vực Vịnh Seine của Normandie. Cuộc đổ bộ vào Omaha được thực hiện bởi Quân đội Hoa Kỳ, với các tàu vận tải chở quân, tàu quét mìn và hạm đội hỗ trợ bắn phá bãi biển của Hải quân và Tuần Duyên Hoa Kỳ, cùng với các đơn vị tàu chiến của Anh, Canada và Pháp Tự Do.
Mục tiêu chính tại Omaha là thiết lập một đầu cầu đổ bộ rộng tám kilômét giữa khu vực Port-en-Bessin và Sông Vire, liên kết với các đơn vị Anh tại Bãi Gold ở phía đông, và tiến công về khu vực Isigny-sur-Mer ở phía tây để liên kết với các đơn vị Mỹ thuộc Quân đoàn VII đổ bộ tại Bãi Utah. Sư đoàn Bộ binh 29 cùng chín đại đội của Tiểu đoàn Biệt kích số 2 và 5, sẽ đổ bộ vào khu vực phía tây của Omaha. Sư đoàn Bộ binh số 1 - một sư đoàn dày dạn kinh nghiệm từng chiến đấu ở Bắc Phi và Sicily, sẽ đổ bộ vào khu vực phía đông của Omaha.
Chịu trách nhiệm phòng thủ tại khu vực Bãi Omaha là các đơn vị thuộc Sư đoàn Bộ binh 352 của Đức Quốc Xã. Trong tổng số 12.020 binh lính của sư đoàn, 6.800 lính có kinh nghiệm chiến đấu, được trải dài ra một mặt trận dài 53 km. Chiến lược của quân đội Đức là tiêu diệt hoàn toàn các cuộc đổ bộ ngay tại các bãi biển, nên quân phòng thủ được tập trung chủ yếu ở các cứ điểm dọc bãi biển.
Theo kế hoạch của Đồng Minh, trận đánh sẽ được mở màn bởi cuộc đổ bộ của các đơn vị xe tăng, bộ binh và công binh xung kích để tiêu diệt các điểm phòng thủ đặt dọc bãi biển, để cho phép các tàu đổ bộ lớn hơn tiến vào bãi biển thả quân. Tuy nhiên, phần lớn không được diễn ra theo kế hoạch. Những khó khăn trong việc điều hướng đã khiến hầu hết các xuồng đổ bộ đổ bộ lệch khu vực trong suốt ngày 6. Các đơn vị phòng thủ tỏ ra là mạnh và vững chắc hơn mong đợi, đã gây ra nhiều thương vong nặng nề cho lực lượng đổ bộ. Dưới hỏa lực súng máy và đạn pháo dày đặc, các đơn vị công binh đã phải vật lộn để phá hủy các chướng ngại vật trên bãi biển. Nhiều đơn vị chịu thương vong nặng nề khiến họ không thể hoàn thành nhiệm vụ mở đường tiến vào đất liền. Điều này đã gây ra nhiều vấn đề và do đó, tạo ra sự chậm trễ cho các đợt đổ bộ tiếp theo. Những người sống sót sau đó tự tập hợp thành các đơn vị nhỏ lẻ và tổ chức tấn công vào các vị trí quân Đức. Đến cuối ngày, lính Mỹ chiếm được hai cứ điểm chính trên bãi biển, dần tiến sâu vào đất liền để tiêu diệt nốt những cứ điểm nhỏ còn lại và đạt được các mục tiêu đề ra trong những ngày tiếp theo.

## Kế hoạch của quân Đồng Minh
Quyết định vượt biển để thực hiện một cuộc đổ bộ vào châu Âu trong năm tiếp theo đã được nêu ra tại Hội nghị Trident tại Washington, tháng 5 năm 1943. Phe Đồng Minh ban đầu dự định sẽ độ bộ vào ngày 1 tháng 5 năm 1944, và bản thảo về chiến dịch đã được chấp thuận tại Hội nghị Quebec vào tháng 8 năm 1943. Đại tướng Dwight D. Eisenhower được bổ nhiệm làm Tư lệnh Tối cao của Lực lượng Viễn chinh Đồng minh (SHAEF) và Thống chế Bernard Montgomery được bộ nhiệm làm chỉ huy Cụm tập đoàn quân số 21, bao gồm toàn bộ lực lượng mặt đất sẽ tham gia vào chiến dịch xâm lược.
Ngày 31 tháng 12 năm 1943, Eisenhower và Montgomery xem qua bản thảo đầu tiên của chiến dịch, sẽ bao gồm ba sư đoàn bộ binh và 2/3 lực lượng của một sư đoàn không vận để thực hiện cuộc đổ bộ. Hai vị tướng lập tức đề nghị mở rộng quy mô lực lượng lên năm sư đoàn bộ binh và ba sư đoàn không vận, để có thể tiến hành chiến dịch trên mặt trận rộng hơn. Quy mô mặt trận được tăng lên từ 40 km lên 80 km, sẽ giúp việc vận chuyển binh lính, trang thiết bị và hàng hóa lên bờ nhanh hơn, và sẽ khiến quân Đức khó triển khai phòng thủ và đẩy nhanh tiến độ chiếm đóng cảng ở Cherboug. Eisenhower và Trung tướng Omar Bradley đã chọn bãi Utah cho Quân đoàn VII. Thiếu tướng Joseph L. Collins, người từng tham gia vào các chiến dịch đổ bộ ở Mặt trận Thái Bình Dương, sẽ thay thế Thiếu tướng Roscoe Woodruff làm chỉ huy Quân đoàn VII.

Bản đồ ghi lại vị trí bãi đổ bộ và các đơn vị đổ bộ trong Ngày D của Chiến dịch Neptune. Bãi Omaha nằm ở giữa Bãi Utah và Gold (thứ hai từ bên trái sang).

Khu vực bờ biển của Normandie được chia thành 17 phân khu, với định danh theo bảng chữ cái - từ Able (A) ở phía tây Omaha tới Roger (R) ở sườn phía đông của Sword. Utah ban đầu được định danh là "Yoke" và Omaha là "X-ray" theo bảng chữ cái phiên âm. Tên của hai bãi biển sau được đổi lại thành "Utah" và "Omaha" theo gợi ý của tướng Bradley, dựa theo quê quán của của hai người lính phục vụ bữa ăn trong tổng hành dinh của ông ở London, một người đến từ Omaha, Nebraska (Trung sĩ Gayle Eyler) và Provo, Utah. Thêm t mkhu vực đổ bộ nữa được thêm vào khi Bộ chỉ huy mở rộng kế hoạch đổ bộ, bao gồm cả Utah. Các phân khu sẽ được chia thành các bãi biển được xác định bằng các màu Xanh lá cây (Green), Đỏ (Red) và Trắng (White).
Bãi Omaha được bao bọc ở hai đầu bởi những vách đá lớn. Bãi biển hình lưỡi liềm này có gờ dốc nghiêng và cao trung bình 300 mét giữa vạch nước thấp và cao. Trên mực thủy triều lên là một dãy đá cuội cao đến 2,5 mét và rộng tới 15 mét. Ở đầu phía tây, dải đá cuội nằm áp sát một bức tường đê bằng đá (xa hơn về phía đông là gỗ) có độ cao từ 1,5-4 mét. Ở phần còn lại của bãi biển, dải đá cuội nằm áp sát một bờ kè cát thấp. Phía sau kè cát và bức tường đê chắn sóng là một thềm cát bằng phẳng, hẹp ở hai đầu và kéo dài đến 200 mét vào đất liền. Sau thềm cát phẳng là những bờ dốc cao đến 30 - 50 mét, bao quát phần lớn bãi biển và bị chia nhỏ ra thành những thung lũng nhỏ, bằng phẳng (được coi như những lối vào đất liền) với cây cối rậm rạp, có định danh từ tây sang đông là D-1, D-3, E-1, E-3 và F-1.
Khi Trung tướng Omar Bradley bắt đầu bày tỏ quan ngại về Bãi Omaha vào tháng 1 năm 1944, một đội công binh Hoàng Gia gồm Đại úy Logan Scott-Bowden và Trung sĩ Bruce Ogden-Smith đã cho Bradley xem một mẫu cát được lấy từ bãi biển. Họ đã liên tục bơi vào bờ biển Normandie từ tàu ngầm của họ hơn ba mươi lần để lấy các mẫu cát về xem xét, liệu bãi biển có đủ vững chắc để xe tăng di chuyển lên không. Scott-Bowden nói với Bradley rằng "Thưa ngài, tôi hy vọng ngài sẽ không phiền nếu tôi nói điều đó, nhưng bãi biển này quả thực là quá nguy hiểm [cho quân đổ bộ] và chắc chắn sẽ có thương vong lớn." Bradley đặt tay lên vai của Scott-Bowden và trả lời: "Tôi biết, chàng trai à. Tôi biết."

### Kế hoạch tấn công

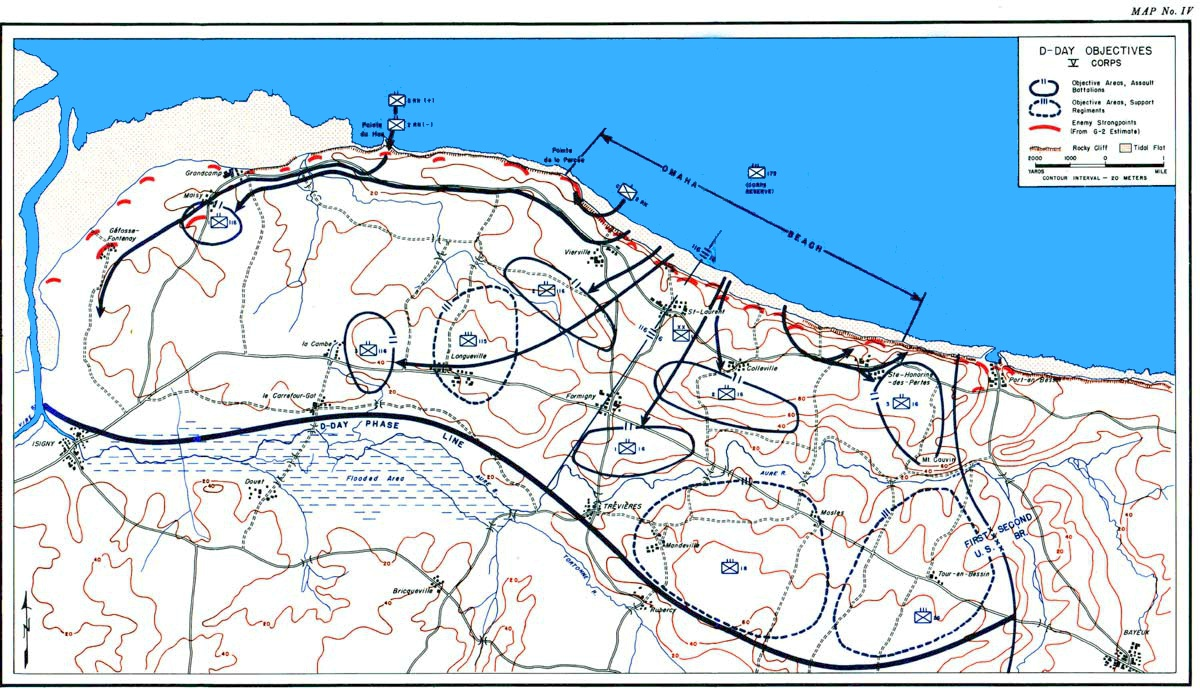
Bản đồ ghi lại mục tiêu dự kiến của Quân đoàn V tại Bãi Omaha.

Omaha được chia thành mười phân khu, có định danh (từ tây sang đông) là: Charlie, Dog Green, Dog White, Dog Red, Easy Green, Easy White, Easy Red, Fox Green, Fox White, và Fox Red. Đợt đổ quân đầu tiên được tiến hành bởi hai Liên đoàn Chiến thuật, được hỗ trợ bởi hai tiểu đoàn xe tăng và hai tiểu đoàn Biệt kích. Mỗi trung đoàn bộ binh được tổ chức thành ba tiểu đoàn bộ binh với quân số 1.000 người mỗi tiểu đoàn. Mỗi tiểu đoàn gồm ba đại đội bộ binh với quân số 240 người mỗi đại đội, và thêm một đại đội hỗ trợ khoảng 190 người. Các đại đội bộ binh từ A (Able) tới D (Dog) sẽ nằm trong biên chế tiểu đoàn 1, E tới H thuộc tiểu đoàn 2, I tới M thuộc tiểu đoàn 3, và chữ J không được sử dụng. Ngoài ra, mỗi tiểu đoàn sẽ có thêm một đại đội HQ 180 người. Mỗi tiểu đoàn xe tăng gồm ba đại đội A, B và C, mỗi đại đội sẽ có 16 xe tăng. Mỗi tiểu đoàn Biệt kích sẽ có sáu đại đội, từ A đến F, 65 lính Biệt kích mỗi đại đội. Tiểu đoàn Thông tin-Liên lạc 56 của Quân đoàn V sẽ làm nhiệm vụ duy trì liên lạc giữa các đơn vị ở Omaha và các hạm đội ở ngoài khơi, đặc biệt là việc truyền đi các yêu cầu hỗ trợ hỏa lực tới các đơn vị khu trục hạm và thiết giáp hạm Arkansas.

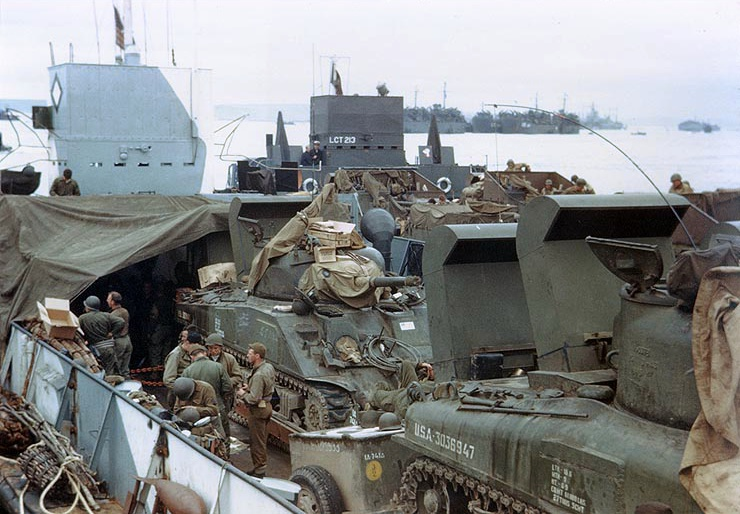
Xe tăng Sherman của Đại đội A, Tiểu đoàn Xe tăng 741 và các trang thiết bị khác đang được chuyển lên một tàu đổ bộ LCT để chuẩn bị cho cuộc đổ bộ vào Bãi Omaha, Anh, 31 tháng 5 năm 1944.

Liên đoàn Chiến thuật 116 của Sư đoàn Bộ binh 29 sẽ đổ bộ hai tiểu đoàn vào khu vực phía tây Omaha, và tiểu đoàn thứ ba sẽ đổ bộ sau 30 phút. Cuộc đổ bộ của họ sẽ được hỗ trợ bởi xe tăng của Tiểu đoàn Xe tăng 743; hai đại đội xe tăng Sherman DD sẽ được thả ở ngoài khơi và lội vào bờ, và đại đội còn lại sẽ được tàu đổ bộ đưa thẳng vào bờ. Ở cánh trái Liên đoàn 116 là Liên đoàn Chiến thuật 16 của Sư đoàn Bộ binh số 1, cũng đổ bộ hai tiểu đoàn và theo sau bởi tiểu đoàn thứ ba cách đó 30 phút, ở khu vực phía tây Omaha và được hỗ trợ bởi xe tăng của Tiểu đoàn Xe tăng 741. Ba đại đội của D, E, F của Tiểu đoàn Biệt kích số 2 sẽ làm nhiệm vụ tiêu diệt các khẩu pháo đặt tại Mũi Hoc, cách Bãi Omaha khoảng 5 km về phía tây. Trong khi đó, đại đội C của Tiểu đoàn Biệt kích số 2 sẽ đổ bộ vào khu vực bên phải của Liên đoàn 116 để chiếm Pointe de la Percée. Các đại đội còn lại của Tiểu đoàn 2 cùng toàn bộ Tiểu đoàn Biệt kích số 5 sẽ tiến vào Mũi Hoc khi họ nhận được tín hiệu lúc 07:00, nếu không họ sẽ cùng Liên đoàn 116 đổ bộ vào phân khu Dog Green và tiến về Mũi Hoc từ đó.
Cuộc đổ bộ được dự kiến bắt đầu lúc 06:30, tức "Giờ H" (H-Hour), khi thủy triều bắt đầu lên. Trước đó sẽ là cuộc pháo kích dọn bãi kéo dài 40 phút của hải quân và không kích kéo dài 30 phút của máy bay ném bom vào các ổ đề kháng dọc bãi biển. Xe tăng Sherman DD sẽ bắt đầu đổ bộ năm phút trước Giờ H. Các đơn vị công binh Lục quân/Hải quân sẽ làm nhiệm vụ dọn dẹp chướng ngại vật, mở đường cho phương tiện tiến vào trong đất liền và giúp tàu đổ bộ cỡ lớn tiến vào bãi biển an toàn khi thủy triều lên để đổ quân. Các đơn vị pháo binh hỗ trợ sẽ đổ bộ vào Giờ H+90 và các phương tiện sẽ đổ bộ vào Giờ H+180. Vào Giờ H+195, hai Liên đoàn Chiến thuật nữa sẽ đổ bộ, gồm Liên đoàn Chiến thuật 115 của Sư đoàn Bộ binh 29 và Liên đoàn Chiến thuật 18 của Sư đoàn Bộ binh số 1, và Liên đoàn Chiến thuật 26 sẽ đổ bộ theo lệnh của chỉ huy Quân đoàn V.
Nhiệm vụ chính ở Bãi Omaha là tiêu diệt toàn bộ các ổ đề kháng trên bãi biển trước Giờ H+2, sau đó các đơn vị sẽ được tái tổ chức lại thành các tiểu đoàn và tiếp tục tiến công vào trong đất liền. Các tuyến đường tiến vào đất liền từ bãi biển phải được khai thông trước Giờ H+3. Vào cuối ngày, các đơn vị ở Omaha phải thiết lập được một đầu cầu đổ bộ sâu 8 km vào trong đất liền, liên kết được với Sư đoàn Bộ binh 50 (Northumbrian) của Anh đổ bộ ở Bãi Gold ở phía đông, và di chuyển vào Isigny vào ngày tiếp theo, liên kết với Quân đoàn VII của Mỹ đổ bộ tại Bãi Utah ở phía tây.

### Nhiệm vụ của Hải quân

Tuần dương hạm hạng nặng USS Augusta đang hỗ trợ cuộc đổ bộ vào Bãi Omaha, sáng 6 tháng 6 năm 1944.

Lực lượng Đặc nhiệm O - TF O (Task Force O), chỉ huy bởi Chuẩn Đô đốc John L. Hall Jr., là đơn vị hải quân chịu trách nhiệm chuyên chở lực lượng đổ bộ vượt Eo biển Manche và đưa lực lượng đổ bộ vào bãi biển. TF O bao gồm bốn nhóm đổ bộ xung kích, một nhóm hỗ trợ, một nhóm bắn phá bãi biển, một nhóm quét mìn, tám tàu tuần tra và hai tàu chống ngầm, tổng cộng là 1.028 tàu.
Các Nhóm Đổ bộ Xung kích từ O1 tới O3, có nhiệm vụ đổ bộ các đơn vị chính, được neo đậu theo một đội hình hàng dọc cơ bản và tương tự nhau, mỗi hàng sẽ bao gồm ba tàu chở quân và vài tàu đổ bộ xe tăng cỡ lớn (LST), tàu đổ bộ chỉ huy (LCC), tàu đổ bộ bộ binh (LCI), tàu đổ bộ xe tăng cỡ nhỏ (LCT), và tàu đổ bộ cơ giới (LCM). Nhóm Đổ bộ Xung kích O4 được giao nhiệm vụ đổ bộ các đơn vị Biệt kích vào Mũi Hoc và Công binh Lục quân/Hải quân vào phân khu Dog Green.
Các tàu chở quân thuộc Nhóm O1 và O2 bao gồm hai tàu đổ bộ tấn công (APA) của Hải quân Hoa Kỳ và một tàu đổ bộ bộ binh cỡ lớn LSI(L) của Hải quân Hoàng Gia Anh. Toàn bộ tàu chở quân của Nhóm O3 đều là các tàu APA của Hải quân Hoa Kỳ. Mỗi tàu APA của Hải quân Hoa Kỳ chuyên chở được 1.400 binh lính và 26 xuồng đổ bộ LCVP (xuồng Higgins), trong khi tàu LSI(L) của Anh có thể chuyê chở 900-1.400 binh lính và 18 xuồng đổ bộ xung kích (LCA). Các tàu chở quân của nhóm O4 - toàn bộ là tàu của Hải quân Hoàng Gia Anh - bao gồm ba tàu LSI(S) và ba tàu LSI(H), phiên bản nhỏ hơn của tàu LSI(L). Mỗi chiếc chuyên chở 200-250 binh lính và tám xuồng LCA.
Nhóm Hỗ trợ sẽ vận hành đa dạng các loại súng, tên lửa, pháo phòng không, xe tăng và xuồng xả khói, tổng cộng 67 tàu. Nhóm Quét mìn bao gồm bốn đội tàu quét mìn của Hải quân Hoàng Gia Anh. Lực lượng Pháo kích C bao gồm hai thiết giáp hạm, ba tuần dương hạm và 13 khu trục hạm, sẽ làm nhiệm vụ pháo kích bãi biển và hỗ trợ lực lượng đổ bộ nếu cần thiết.

## Sự chuẩn bị của quân Đức

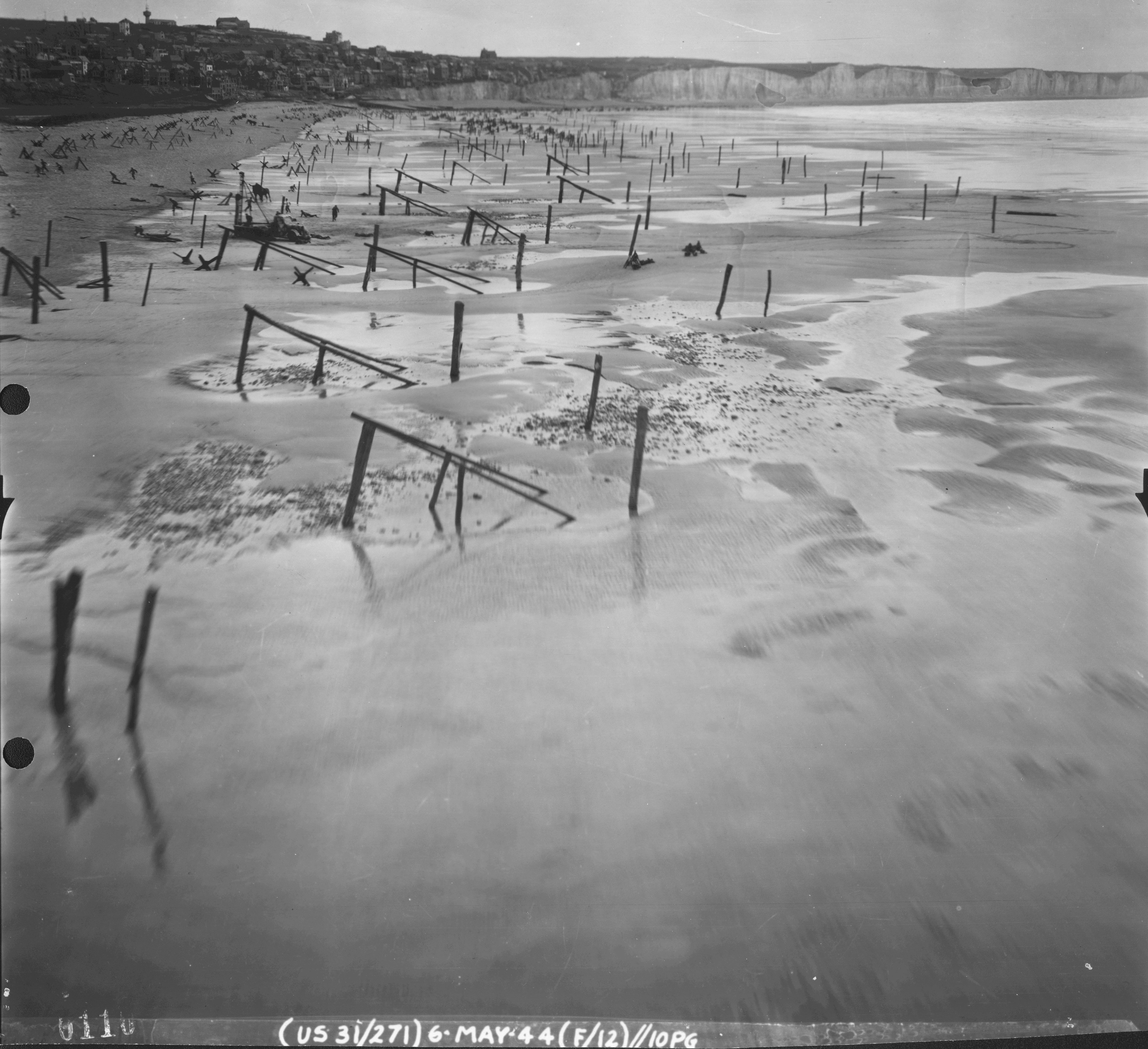
Không ảnh trinh sát của Không lực Lục quân Hoa Kỳ về chướng ngại vật của quân đội Đức Quốc Xã, đang được lắp đặt tại một bãi biển ở Normandie, Pháp, 6 tháng 5 năm 1944. Hệ thống cọc trong hình được gắn mìn để ngăn chặn hoặc phá hủy các tàu đổ bộ của quân Đồng Minh tiến vào bãi biển.

Thống chế Gerd von Rundstedt, tổng chỉ huy lực lượng quân đội Đức ở Mặt trận phía Tây, đã báo cáo lên Hitler vào ngày 10 tháng 1943 về sự xuống cấp của các tuyến phòng thủ ở Pháp. Thống chế Erwin Rommel sau đó được bổ nhiệm làm giám sát quá trình nâng cấp và sửa chữa Bức tường Đại Tây Dương, với báo cáo rằng một cuộc đổ bộ của kẻ thù sẽ được thực hiện tại một bãi biển tại khu vực trải dài từ Hà Lan tới Cherbourg. Rommel tin rằng bờ biển ở Normandie có khả năng cao sẽ là bãi đổ quân của quân Đồng Minh, nên ông cho củng cố và mở rộng các lớp phòng thủ ở dọc Normandie. Ngoài các ụ súng máy bằng bê tông được đặt tại các vị trí chiến lược dọc bãi biển, Rommel đã cho đóng các cọc gỗ, cọc kim loại, mìn và các chướng ngại vật chống tăng lớn trên bãi biển để trì hoãn sự tiếp cận của tàu đổ bộ và cản trở sự di chuyển của xe tăng lên bãi biển. Nghĩ rằng quân Đồng Minh sẽ đổ bộ vào lúc thủy triều lên cao để binh lính được di chuyển nhanh hơn trên bãi biển hẹp, ông cho lắp đặt nhiều chướng ngại vật tại các điểm có thủy triều lên. Tại khu vực bãi biển Omaha, bốn hàng rào chướng ngại vật đã được lắp đặt tại khu vực thủy triều xuống. Hàng đầu tiên là một hệ thống chướng ngại vật không liền nhau, với một khoảng trống ở khu vưc Dog White và một khoảng trống lớn hơn ở Easy Red, đặt cách mức nước lúc thủy triều lúc cao nhất khoảng 250 m, bao gồm hàng rào gồm 200 "Cổng của Nước Bỉ" (Belgian Gate) gắn mìn. Sau đó khoảng 30 mét là hàng thứ hai, bao gồm một hệ thống cọc gỗ cắm sâu vào bãi cát, cứ cách ba cọc thì có một cọc được gắn mìn chống tăng, nghiêng ra phía bãi biển. Thêm 30 mét nữa là một hệ thống chướng ngại vật gồm 450 cọc ba chân nghiêng về phía đất liền, được gắn mìn và được thiết kế để làm lật tàu đổ bộ. Hàng rào cuối cùng bao gồm một hệ thống chướng ngại vật nhím Séc dài, đặt cách đê chắn sóng khoảng 150 mét và được gắn mìn chống tăng và chống bộ binh. Khu vực ở giữa đê chắn sóng và vách đá cao được chăng hàng rào dây thép gai và gài mìn dày đặc.

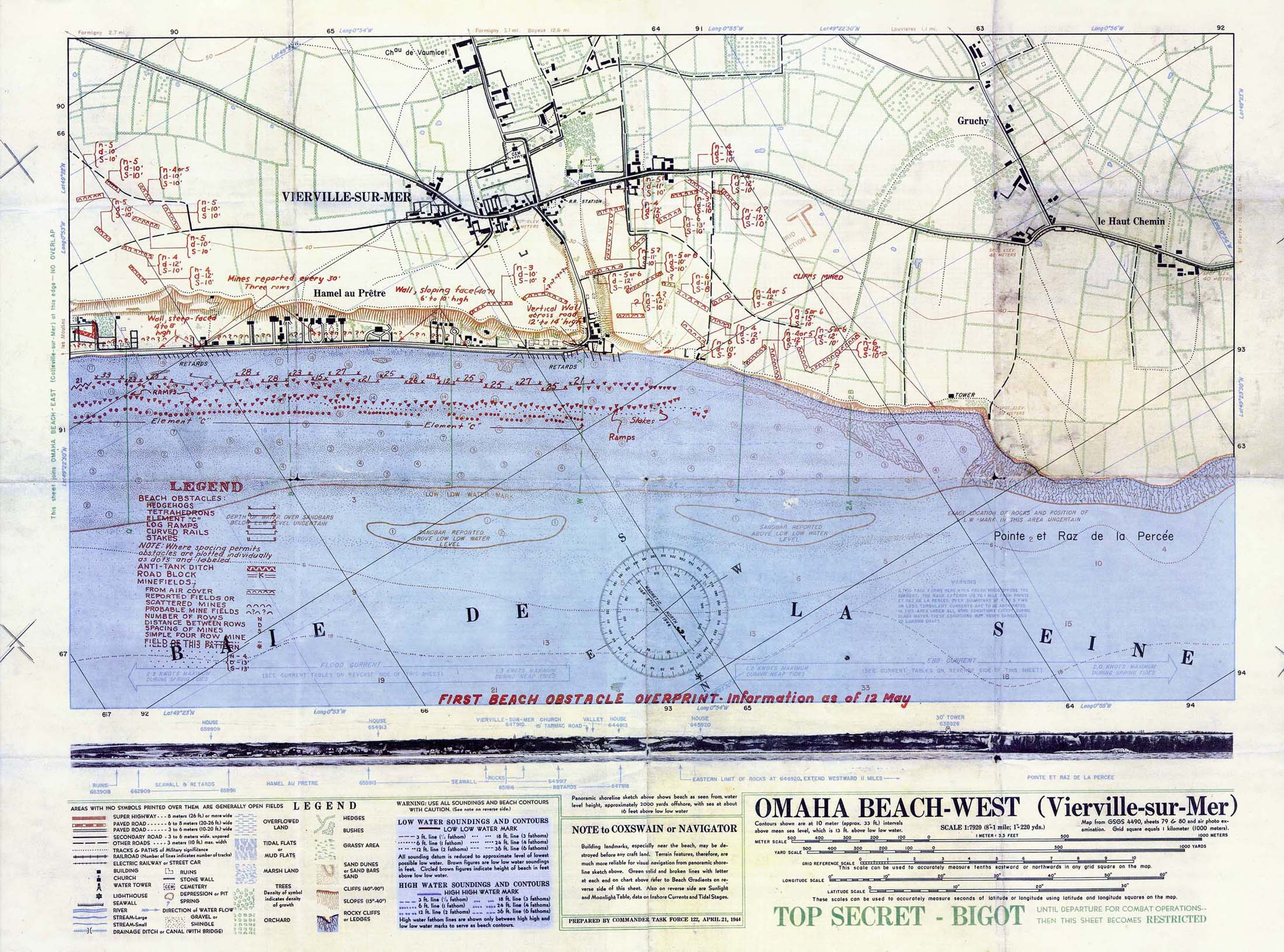
Bản đồ vị trí hệ thống chướng ngại vật của quân đội Đức tại phía tây Bãi Omaha.

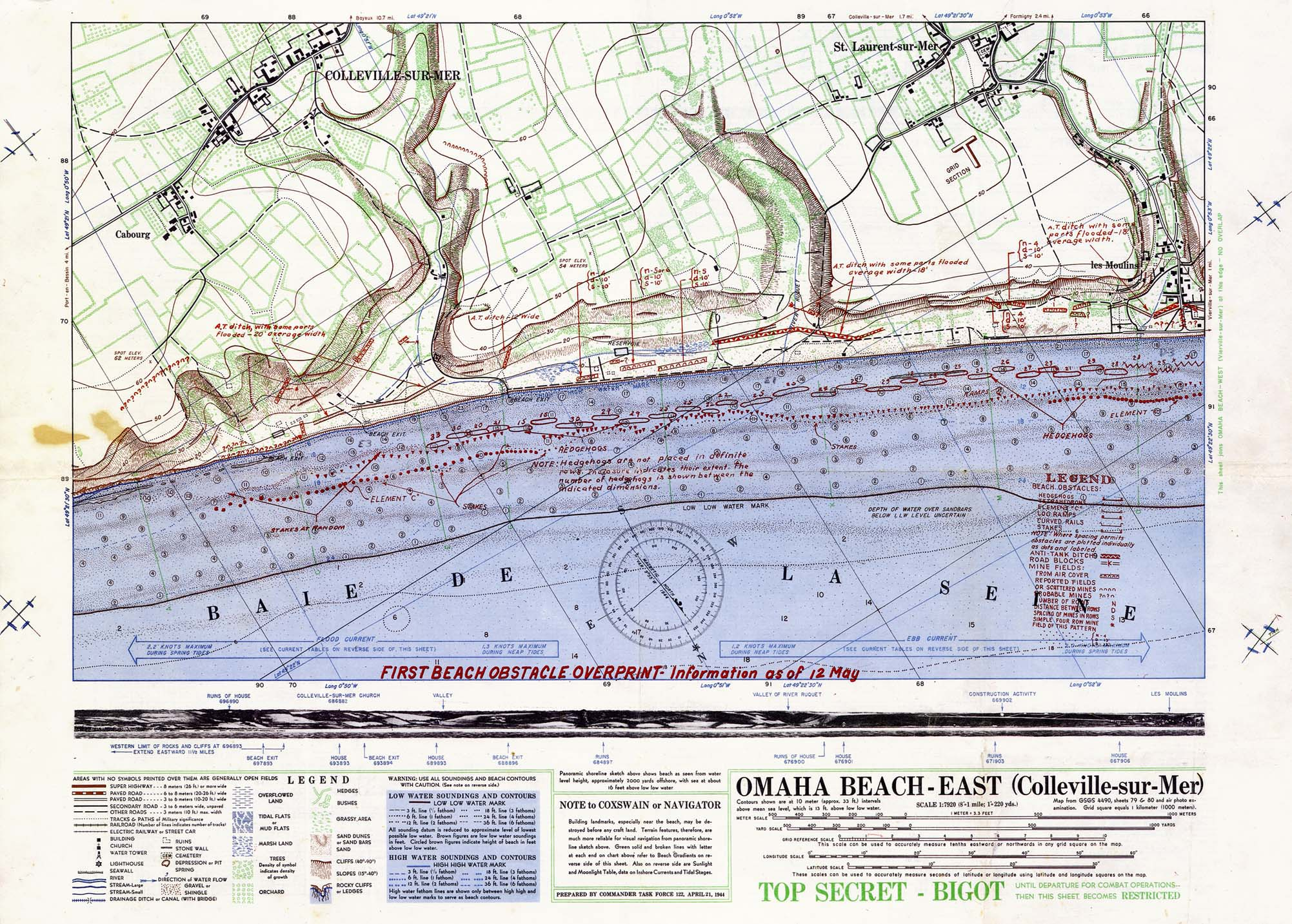
Bản đồ vị trí hệ thống chướng ngại vật của quân đội Đức tại phía đông Bãi Omaha.

Các đơn vị phòng thủ bờ biển, bao gồm năm đại đội bộ binh, được tập trung chủ yếu ở 15 cứ điểm gọi là Widuggsnester ("ổ đề kháng"), được định danh lần lượt từ WN-60 ở phía đông tới WN-74 ở gần Vierville ở phía tây, nằm chủ yếu xung quanh các lối vào đất liền và được bảo vệ bởi các bãi mìn và dây thép gai. Các cứ điểm được liên kết với nhau bởi hệ thống chiến hào và đường hầm. Ngoài hệ thống vũ khí cơ bản như súng trường và súng máy, hơn 60 khẩu pháo hạng nhẹ đã được triển khai tại khu vực Omaha. Những khẩu pháo hạng nặng được đặt trong tám lô cốt pháo cỡ lớn và bốn vị trí lộ thiên, trong khi các khẩu pháo hạng nhẹ được đặt trong 35 lô cốt nhỏ hơn. Thêm 18 khẩu pháo chống tăng được bố trí xung quanh bãi biển. Các khu vực nối các ổ đề kháng được bảo vệ bởi các hệ thống hào, hố cá nhân, và 85 ụ súng máy.
Tình báo Đồng Minh xác định được lực lượng phòng thủ bờ biển là một tiểu đoàn tăng cường (800-1.000 người) của Sư đoàn Bộ binh 716. Đây là một sư đoàn có đến 50% quân số là binh lính nước ngoài, phần lớn là người Nga và Ba Lan, và người Đức thuộc nhóm Volksdeutsche. Sư đoàn Bộ binh 352 được tin là đang đóng quân ở Saint-Lô, cách bãi biển khoảng 30 km và được coi là lực lượng có khả năng sẽ tổ chức phản công cao nhất. Theo chiến lược tập trung phòng thủ của Thống chế Erwin Rommel, Sư đoàn Bộ binh 352 đã được điều động vào tháng 3 năm 1944, và chịu trách nhiệm bảo vệ một phần bờ biển của Normandie, bao gồm khu vực Bãi Omaha. Sư đoàn Bộ binh 325 được tăng cường hai tiểu đoàn thuộc Trung đoàn Grenadier 726 (thuộc Sư đoàn Bộ binh 716) và Tiểu đoàn Ostlegionen 439.
Bãi Omaha thuộc "Khu vực Phòng thủ Bờ biển số 2" của Quân đội Đức Quốc Xã tại Normandie, kéo dài từ Colleville về phía tây, và được Trung đoàn Grenadier 916, với Tiểu đoàn 3 của Trung đoàn Grenadier 726 bảo vệ. Hai đại đội của Trung đoàn Grenadier 726 đóng tại các cứ điểm ở khu vực Vierville trong khi hai đại đội của Trung đoàn Grenadier 916 đóng tại các cứ điểm ở khu vực Saint-Laurent-sur-Mer ở trung tâm Omaha. Vị trí của họ được hỗ trợ bởi các đơn vị pháo binh thuộc Tiểu đoàn 1 và Tiểu đoàn 4 của Trung đoàn Pháo binh 352. Hai đại đội còn lại của Trung đoàn 916 được đưa về dự bị ở Formigny, cách bãi biển khoảng ba kilomét. Ở phía đông Colleville, "Khu vực Phòng thủ Bờ biển số 3" thuộc trách nhiệm của những đơn vị còn lại của Trung đoàn Grenadier 726. Hai đại đội được bố trí dọc bờ biển, với sự hỗ trợ của pháo binh thuộc Trung đoàn Pháo binh 352. Hai tiểu đoàn của Trung đoàn Grenadier 915 được đặt làm dự bị ở phía đông nam Bayeux, được tập hợp thành Cụm Tác chiến Meyer (Kampfgruppe Meyer) dưới sự chỉ huy của Đại tá Kurt Meyer.
Việc không xác định được quá trình tái tổ chức lại lực lượng phòng thủ là một thất bại tình báo hiếm hoi đối của Tình báo Đồng minh. Các báo cáo sau trận đánh vẫn giả định rằng Sư đoàn Bộ binh 352 tình cờ được triển khai về phòng thủ ở Normandie vài ngày trước đó để tham gia một cuộc diễn tập chống đổ bộ của Đức.

## Lực lượng hai bên
| Quân đội Đức Quốc Xã | Quân Đồng Minh |
| --- | --- |
| - Quân đoàn LXXXVI - Trung tướng Hans von Obstfelder - Sư đoàn Bộ binh 352 - Trung tướng Dietrich Kraiss - Trung đoàn Grenadier 916 - Trung đoàn Pháo binh 352 - Tiểu đoàn Ostlegionen 439 - Sư đoàn Bộ binh 716 - Trung tướng Wilhelm Richter - Trung đoàn Grenadier 726 | - Quân đoàn V - Thiếu tướng Leonard T. Gerow - Sư đoàn Bộ binh số 1 - Thiếu tướng Clarence R. Huebner - Sư đoàn Bộ binh 29 - Thiếu tướng Charles H. Gerhardt - Tiểu đoàn Biệt kích số 2 - Trung tá James E. Rudder - Đại đội A - Đại úy Joseph A. Rafferty (tử trận ngày 6 tháng 6) - Đại đội B - Đại úy Edgar L. Arnold - Đại đội C - Đại úy Ralph E. Goranson - Tiểu đoàn Biệt kích số 5 - Thiếu tá Max F. Schneider |

## Bắn phá dọn bãi
Trong một đợt duyệt binh huấn luyện của quân Đồng Minh ở Anh để chuẩn bị cho Ngày D, Trung tướng Omar Bradley hứa hẹn rằng toàn bộ quân Đức ở bãi biển sẽ bị quét sạch bởi hỏa lực của hải pháo trước khi cuộc đổ bộ bắt đầu. "Các cậu nên cảm thấy mình may mắn. Các cậu sẽ được ngồi hàng đầu để chứng kiến một màn trình diễn vĩ đại nhất trên Trái Đất", ám chỉ cuộc pháo kích của Hải quân. Tuy nhiên, Chuẩn Đô đốc John L. Hall đã cật lực phản đối điều mà ông cho rằng lực lượng không quân và hải quân được huy động là quá nhỏ để tiến hành bắn phá. Ông nói "Việc cử tôi tham gia một chiến dịch đổ bộ lớn nhất lịch sử với hỏa lực hỗ trợ của hải quân nhỏ như vậy chẳng khác gì tội ác."

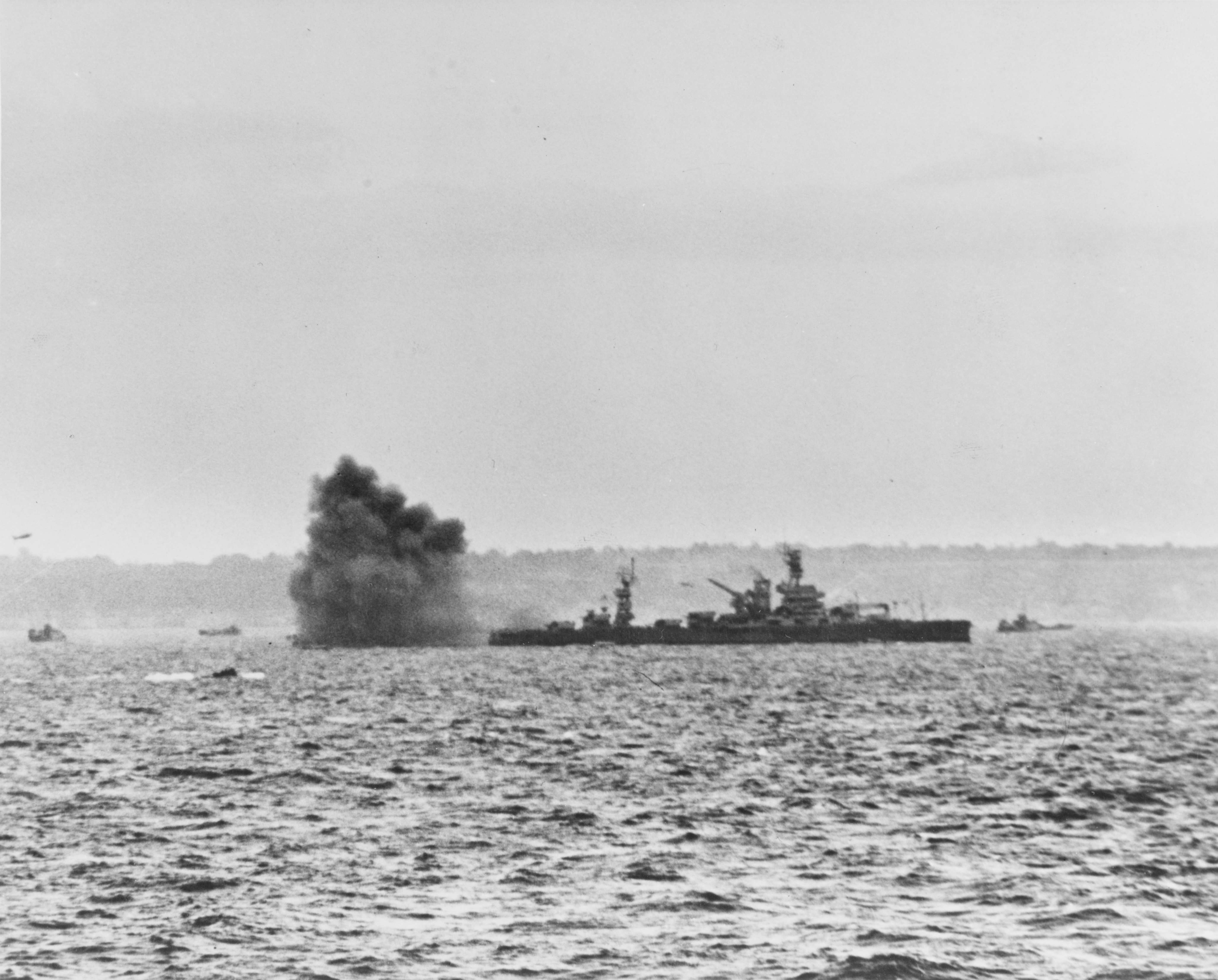
Thiết giáp hạm Arkansas đang bắn phá vị trí quân Đức từ ngoài khơi Bãi Omaha.

Khoảng 05:00, quân đồn trú Đức tại Port-en-Bessin báo cáo phát hiện ra một lực lượng tàu chiến ở ngoài khơi, và khoảng 05:30, các khẩu đội pháo phòng thủ bờ biển bắt đầu bắn vào khu trục hạm Emmons. Emmons sau đó bắn trả với sự hỗ trợ của tuần dương hạm Georges Leygues, và sau đó là thiết giáp hạm Arkansas. Lúc 05:50, cuộc bắn phá dọn bãi biển chính thức bắt đầu. Khu vực Mũi Hoc được giao cho thiết giáp hạm Texas và khu trục hạm Satterlee và Talybont, và phá hủy thành công một trạm radar ở Pointe et Raz de la Percée.
Lúc 06:00-06:30, các tàu LCT chở 36 pháo tự hành M7 Priest và 34 xe tăng tiếp cận gần bãi biển để làm nhiệm vụ bắn phá. Chúng sau đó được hỗ trợ bởi mười tàu đổ bộ trang bị pháo 4.7-inch và chín tàu LCT lắp bệ phóng tên lửa. Các tàu làm nhiệm vụ bắn phá chỉ cách bờ biển khoảng 300 mét.
Lúc 06:00, 448 máy bay ném bom B-24 Liberator của Không lực Lục quân Hoa Kỳ bắt đầu nhiệm vụ không kích khu vực Bãi Omaha. Tuy nhiên, trời mây mù và mệnh lệnh tránh ném bom nhầm lực lượng bạn ở bên dưới đang tiến vào bãi biển, các đội bay đã trượt phần lớn số bom vào quá sâu đất liền và chỉ có ba quả được thả trúng gần khu vực bãi biển.
Nay sau khi các tàu chiến bắt đầu bắn phá bãi biển, Trung đoàn Grenadier 916 của Đức báo cáo rằng vị trí của họ đang bị pháo kích dữ dội, với khu vực WN-60 bị bắn ác liệt. Mặc dù, các đơn vị Biệt kích ở Mũi Hoc được hỗ trợ hiệu quả bởi khu trục hạm Satterlee và Talybont, ở những nơi khác, các cuộc bắn phá của không quân và hải quân đều không đạt hiệu quả cao, và các đơn vị phòng thủ và các khẩu pháo của Đức phần lớn còn nguyên vẹn.

## Đợt đổ bộ đầu tiên

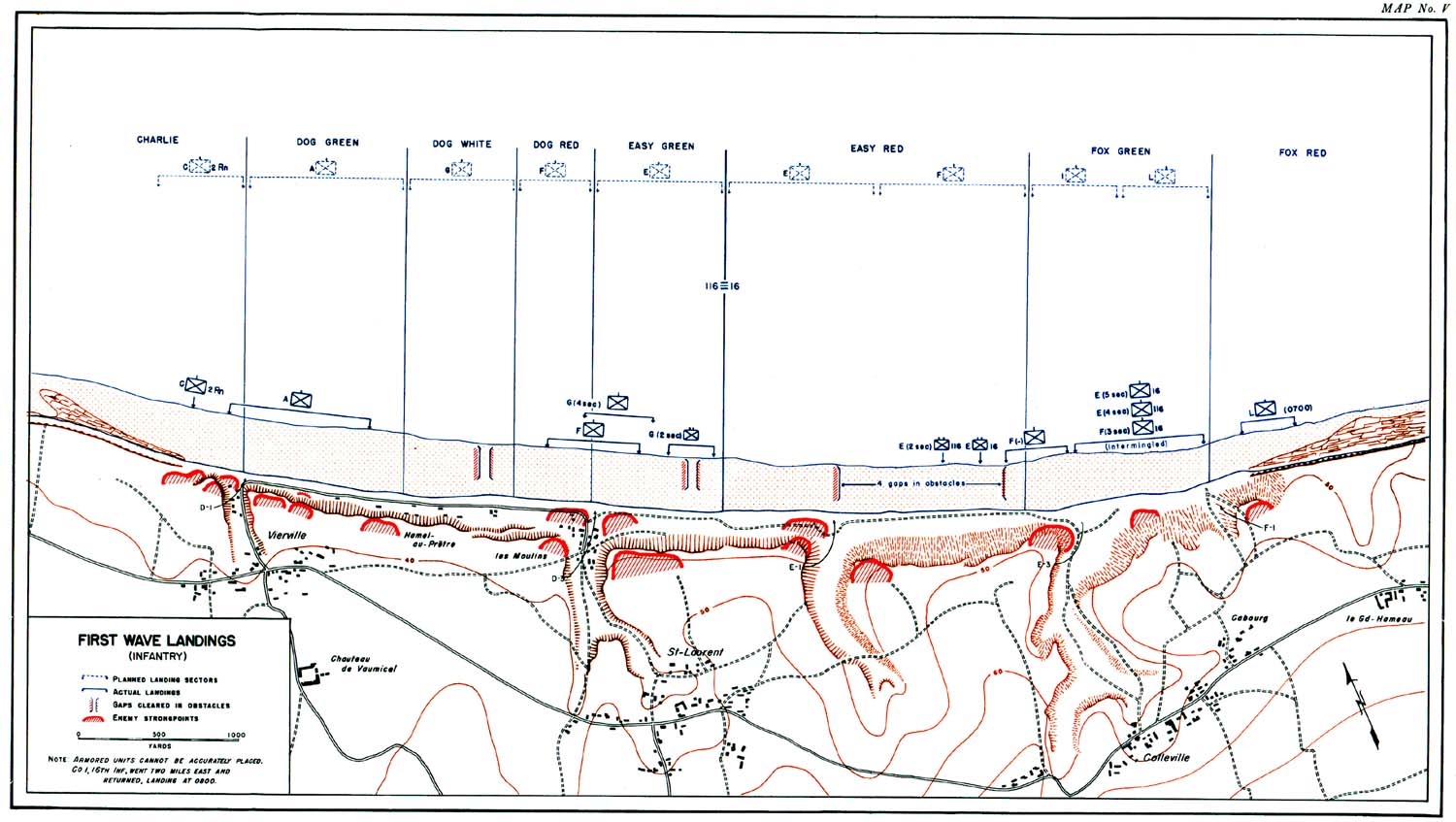
Bản đồ ghi lại vị trí đổ bộ và các đơn vị Mỹ tham gia vào đợt đổ quân đầu tiên tại Bãi Omaha.

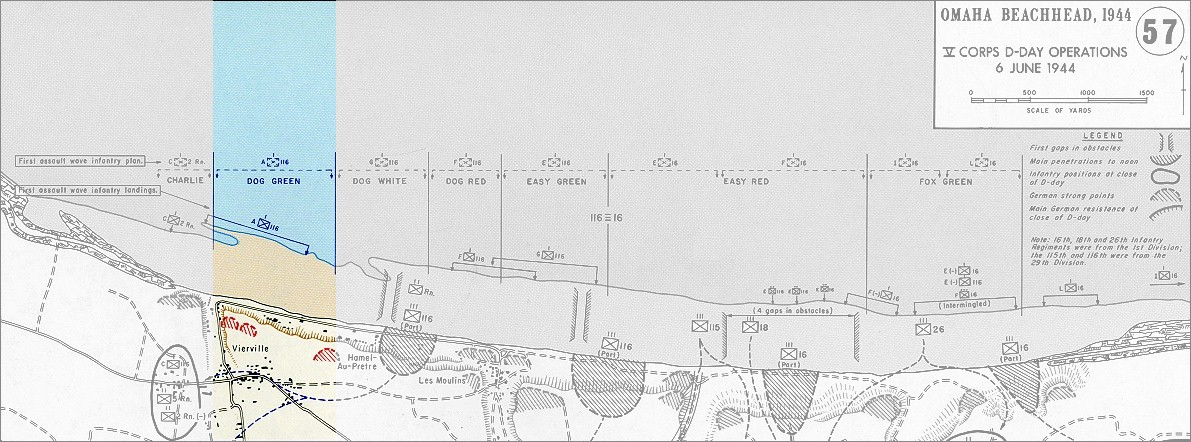
Phân khu Dog Green

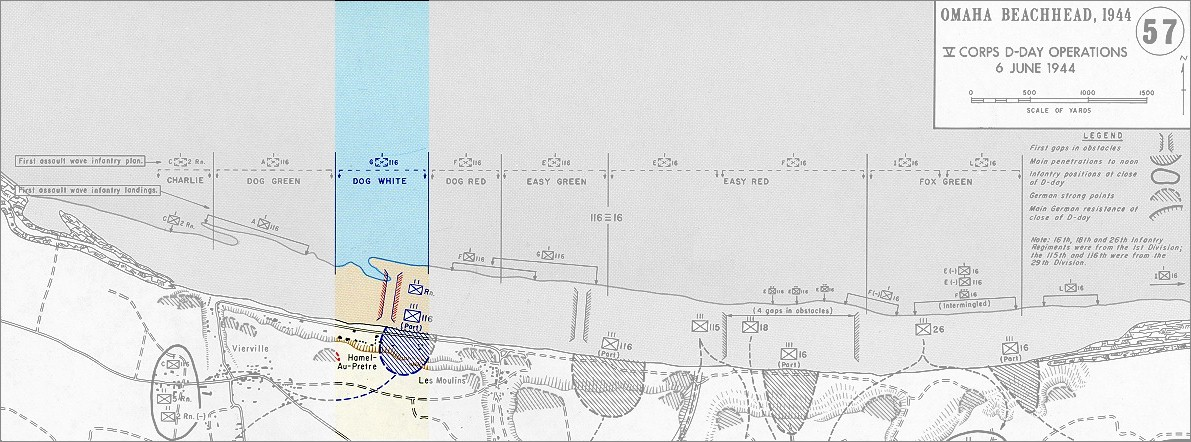
Phân khu Dog White

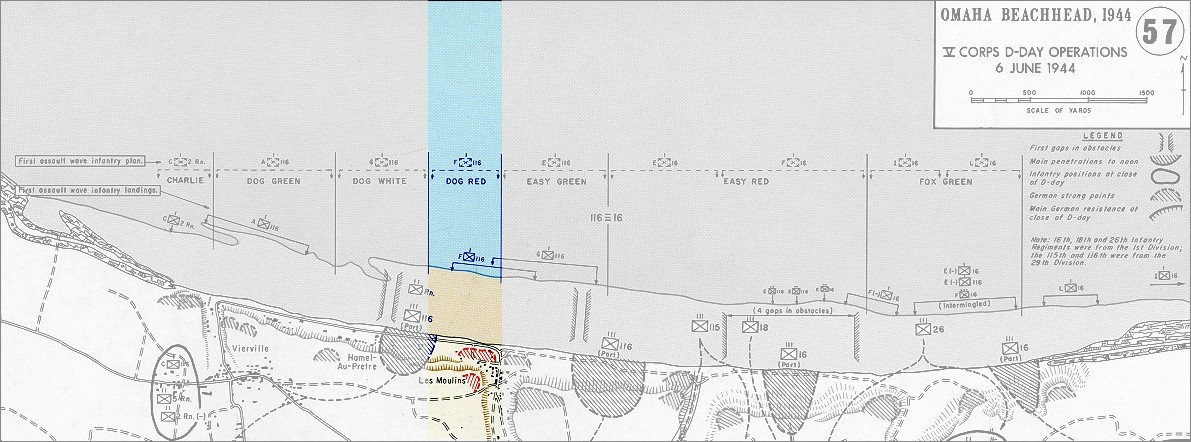
Phân khu Dog Red

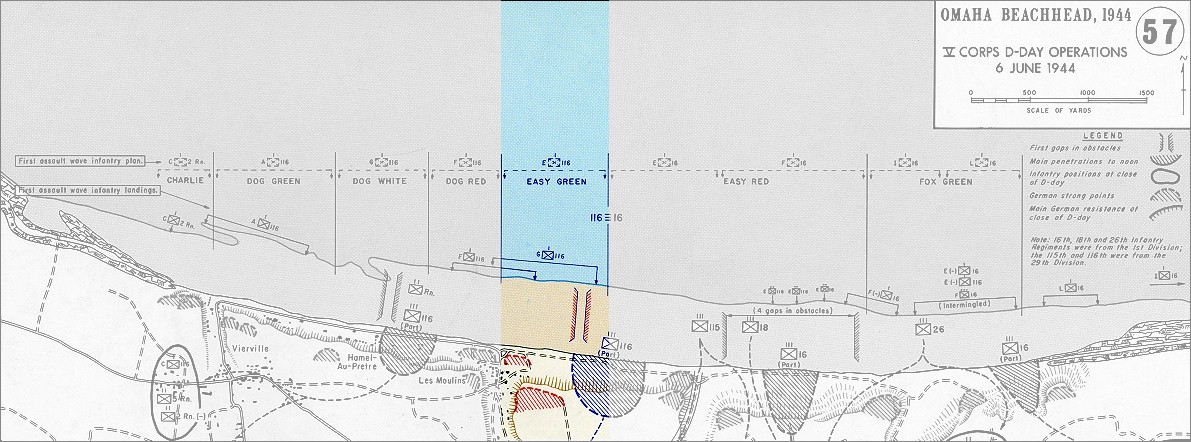
Phân khu Easy Green

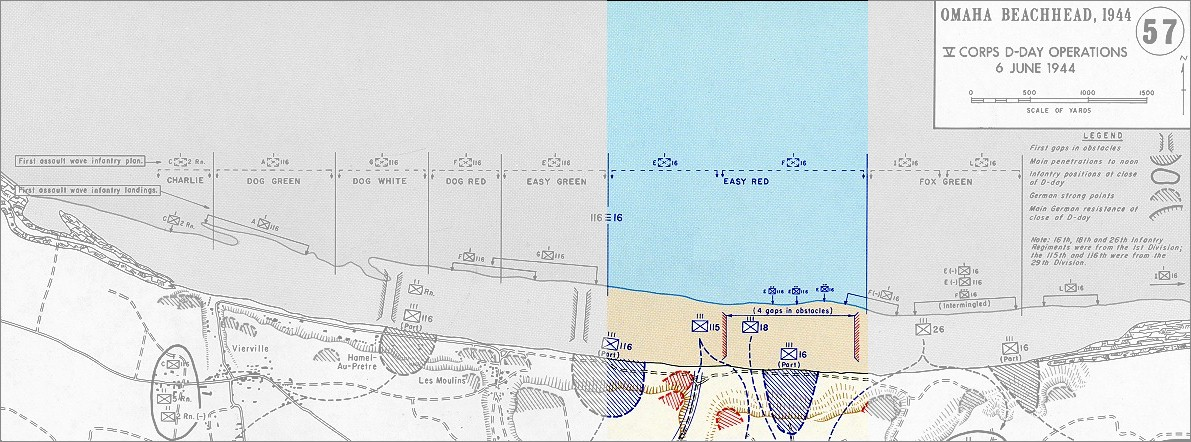
Phân khu Easy Red

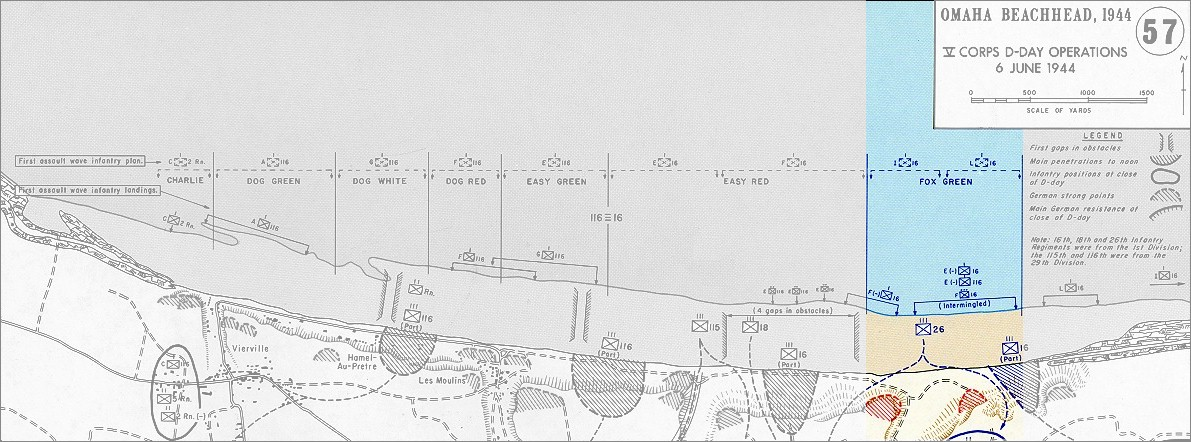
Phân khu Fox Green

Mặc dù được lên kế hoạch kĩ càng, phần lớn quá trình đổ bộ tại Omaha đều diễn ra không như mong đợi. Mười xuồng đổ bộ đã bị sóng lớn đánh chìm trước khi tiến được vào bãi biển, vài chiếc may mắn không bị chìm do lính trên xuồng đã dùng mũ sắt của họ để tát nước ra khỏi tàu.
Biển động mạnh đã gây ra tình trạng say sóng cho phần lớn người lính trên các tàu đổ bộ. Tại khu vực đổ bộ của Liên đoàn Chiến thuật 16, xuồng đổ bộ gặp nhiều khó khăn để tiến vào bãi biển và nhiều xe tăng Sherman DD bị sóng nhấn chìm. Việc điều hướng của các phương tiện đổ bộ gặp khó khăn do khói và sương mù che khuất các cột mốc mà chúng sử dụng để điều hướng, trong khi các dòng chảy mạnh đẩy chúng liên tục về phía đông. Khi các xuồng đổ bộ chỉ còn cách bãi biển vài trăm mét, chúng phải hứng chịu hỏa lực ngày càng dữ dội từ các tổ súng máy và pháo binh trong đất liền.

### Xe tăng đổ bộ
Do thời tiết xấu và biển động mạnh, và sau khi 27/29 xe tăng Sherman DD của Tiểu đoàn Xe tăng 741 bị đánh chìm khi tiến vào bờ, các chỉ huy người Mỹ đã ra lệnh Liên đoàn Chiến thuật 116 đưa toàn bộ xe tăng của Tiểu đoàn Xe tăng 743 vào thẳng bãi biển. Tại khu vực Vierville, Đại đội B của Tiểu đoàn Xe tăng 743 bị hỏa lực pháo binh bắn hạ một nửa số xe tăng và khiến phần lớn các sĩ quan của đại đội tử trận. Hai đại đội còn lại là A và C đổ bộ lên khu vực bên trái của Đại đội B mà không gặp nhiều tổn thất. Tại khu vực đổ bộ của Liên đoàn Chiến thuật 16, hai xe tăng còn sống sót trong tổng số 29 xe tăng ban đầu của Tiểu đoàn Xe tăng 741, cùng với 14 xe tăng thuộc đơn vị còn lại của tiểu đoàn đổ bộ thành công vào bãi biển.

### Bộ binh đổ bộ

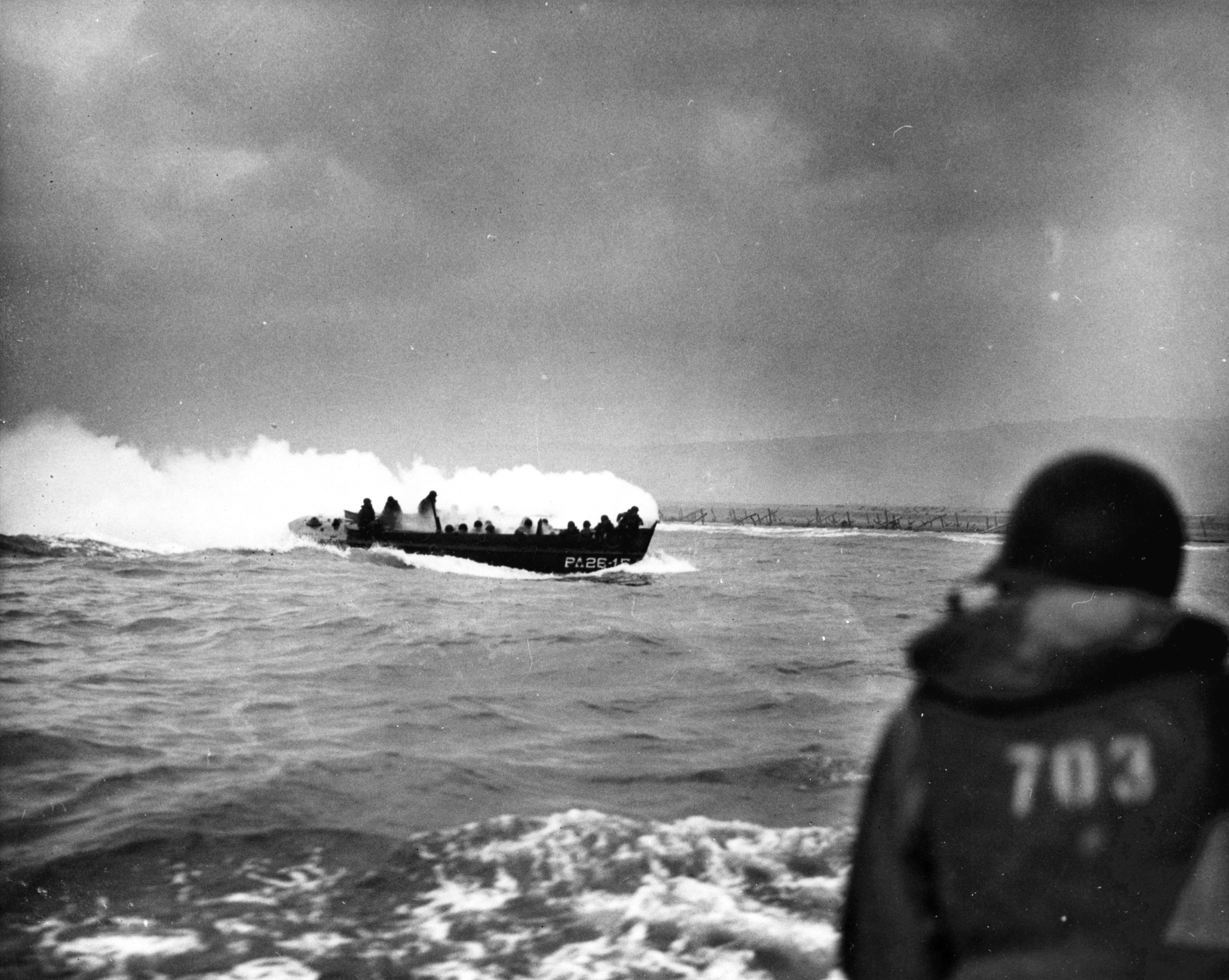
Một xuồng đổ bộ LCVP chở đơn vị thuộc Sư đoàn Bộ binh số 1 vào Bãi Omaha đang bốc khói dữ dội sau khi một quả lựu đạn bị kích nổ do trúng đạn súng máy Đức, 6 tháng 6 năm 1944.

Trong số chín đại đội bộ binh tham gia vào đợt đổ bộ đầu tiên, chỉ có duy nhất Đại đội A của Liên đoàn Chiến thuật 116 tại Dog Green và các đơn vị Biệt kích tại cánh phải của họ đổ bộ đúng nơi dự định. Đại đội E của Liên đoàn 116, được giao nhiệm vụ tại Easy Green đã đổ bộ lệch vào khu vực của Liên đoàn Chiến thuật 16. Đại đội G của Liên đoàn 116 đổ bộ nhầm vào khu vực Easy Green thay vì Dog White, nên đã tạo ra khoảng trống lớn giữa khu vực của họ và Đại đội A tại Dog Green. Đại đội I bị sóng đánh lệch về phía đông và đổ bộ muộn hơn một giờ rưỡi so với kế hoạch.
Khi lính Mỹ rời xuồng đổ bộ, họ phải di chuyển qua một đụn cát nổi và lộ thiên rộng từ 46 đến 90 mét. Sau đó, họ phải lội qua khu vực có mực nước sâu đến cổ, trước khi phải di chuyển một đoạn rộng gần 200 mét nữa để tiến vào khu vực đê chắn sóng. Nhiều người buộc phải đi bộ vào bãi biển do họ phải mang theo nhiều đồ đạc và trang thiết bị trên người, cộng thêm nước biển ngấm vào, khiến đống đồ đó trở nên nặng trĩu. Hầu hết các đơn vị đổ bộ phải hứng chịu toàn bộ hỏa lực từ vũ khí cá nhân, súng cối, pháo và ụ súng máy đan xen. Phân khu Dog Red, nằm đối diện với cứ điểm Les Moulins ở trong đất liền, bị khói của các đám cháy gây ra bởi hỏa lực pháo của hải quân che khuất, khiến hỏa lưc của quân phòng thủ bị thiếu hiệu quả. Nhiều đơn vị của Đại đội G và F của Liên đoàn 116 nhanh chóng tiến về đê chắn sóng thành công mà không gặp nhiều thương vong, dù sau đó trở nên thiếu tổ chức vì mất gần hết sĩ quan chỉ huy. Đại đội G sau đó kiểm soát được vài vị trí liên kết bãi biển với đất liền, nhưng các vị trí này, nhưng phần lớn đều bị mất khi họ cố gắng di chuyển về phía tây dọc theo bờ đê để cố gắng đạt được các mục tiêu được giao. Khu vực đổ bộ của Liên đoàn Chiến thuật 16 gặp nhiều khó khăn nhất khi các đội xuồng đổ bộ bị phân tán rất mạnh, các đơn vị của Đại đội E, F của Liên đoàn Chiến thuật 16 và Đại đội E của Liên đoàn Chiến thuật 116 đã đổ bộ lẫn vào nhau, khiến các cuộc tấn công gặp nhiều bất lợi do không thể phối hợp một cách bài bản. Vài nhóm của Đại đội E, Liên đoàn 116 đổ bộ vào Easy Red đã không gặp những thương vong nặng nề như các đơn vị khác, mặc dù họ phải băng qua một mực nước sâu và phải vứt bỏ nhiều vũ khí của họ để bơi vào bờ.

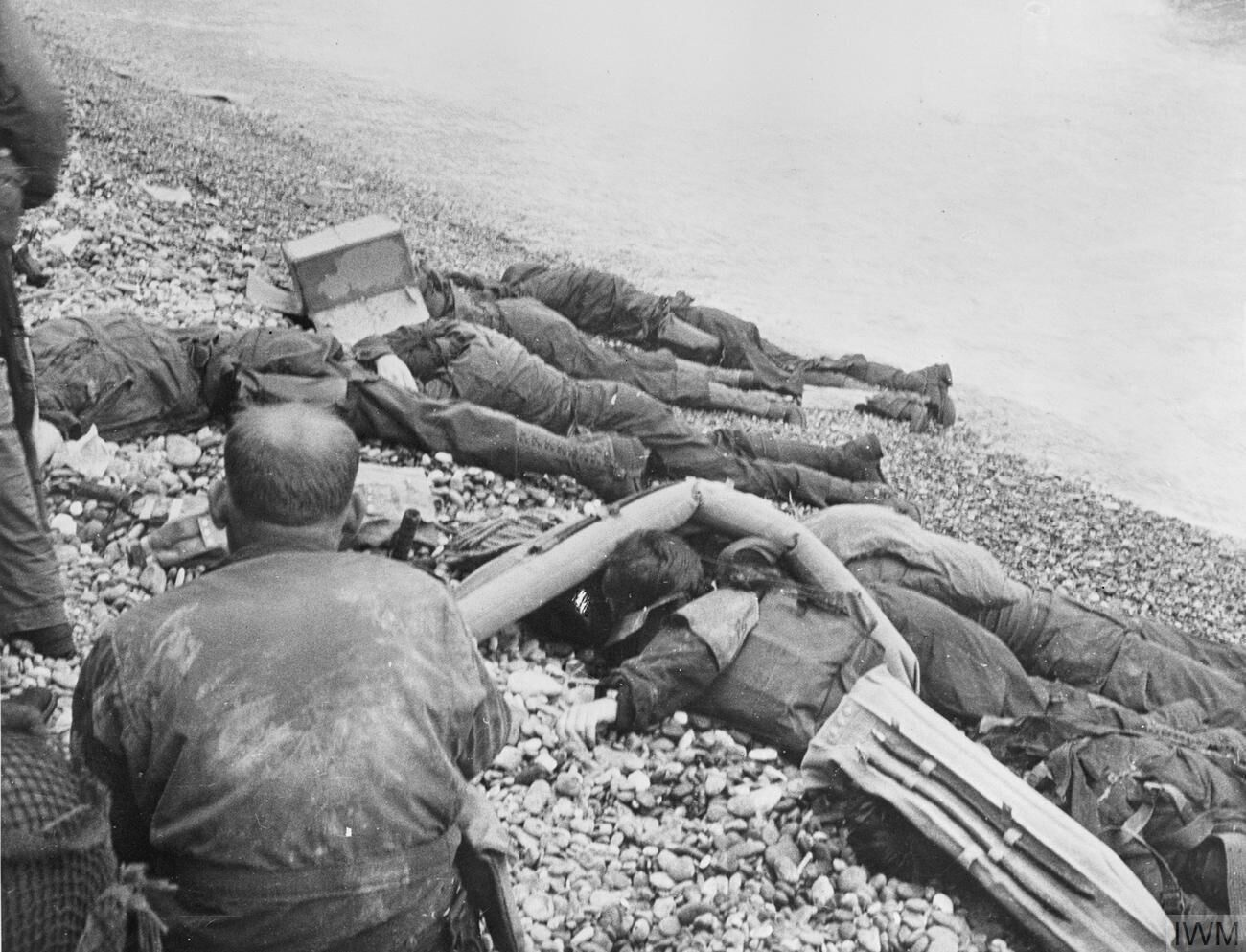
Thi thể của lính Mỹ thuộc Liên đoàn Chiến thuật 116, Sư đoàn Bộ binh 29 tại khu vực Dog Green, Vierville-sur-Me, sáng 6 tháng 6 năm 1944.

Thương vong nặng nề nhất được ghi nhận tại hai bên rìa của Omaha. Tại phía đông phân khu Fox Green và ranh giới Easy Red và Fox Green, các đơn vị rải rác của ba đại đội chỉ còn một nửa sức chiến đấu vào thời điểm họ tiến được vào khu vực đê chắn sóng. Trong vòng 15 phút sau khi đổ bộ vào khu vực Dog Green ở cuối phía tây bãi biển, Đại đội A của Liên đoàn Chiến thuật 116 bị "cắt thành từng mảnh", với thương vong lên đến 120 người, những người sống sót phải nấp tại các mép nước và phía sau các chướng ngại vật. Đại đội C của Tiểu đoàn Biệt kích số 2 đổ bộ ở cánh phải của họ đạt được nhiều kết quả khả quan hơn khi đã tiến được vào chỗ vách đá, nhưng gặp thương vong hơn một nửa quân số.
Đại đội L của Liên đoàn Chiến thuật 16 đổ bộ chậm 30 phút theo kế hoạch vào cánh trái Fox Green, và gặp nhiều thương vong khi xuồng đổ bộ của họ tiến vào gần bãi biển. Địa hình ở tận cùng phía đông của Omaha đã giúp che chắn cho lính Mỹ khi họ tiến vào bãi biển và tạo điều kiện cho khoảng 125 người sống sót tổ chức một cuộc tấn công lên vách đá. Đại đội L của Liên đoàn Chiến thuật 16, Sư đoàn Bộ binh số 1 là đại đội duy nhất trong số chín đại đội tham gia đợt đổ bộ đầu tiên có thể tiến hành tấn công như một đơn vị hoàn chỉnh.

### Công binh đổ bộ
Giống như các đơn vị bộ binh, nhiều nhóm công binh cũng bị đổ bộ lệch vị trí, và chỉ có năm trong tổng số 16 nhóm đổ bộ vào đúng khu vực của họ. Ba nhóm đổ bộ mà không có sự hỗ trợ của các đơn vị bộ binh. Họ phải làm việc dưới hỏa lực mạnh và ác liệt của quân Đức, phải phá hủy các chướng ngại vật trên bãi biển để mở đường cho phuơng tiện tiến vào đất liền - một công việc giờ đây trở nên khó khăn hơn khi họ bị mất nhiều trang thiết bị, và binh lính liên tục dùng các chướng ngại vật để làm chỗ nấp. Họ cũng chịu mức thương vong nặng nề khi các khối thuốc nổ bất ngờ bị quân Đức bắn nổ. Một nhóm bị quét sạch khi một viên đạn pháo rơi trúng xuồng cao su chứa nhiều thùng thuốc nổ, và chỉ có một người may mắn sống sót. Một quả đạn cối cũng rơi trúng một dãy chướng ngại vật được lính công binh Mỹ cài thuốc nổ, bất ngờ kích nổ và khiến 19 lính công binh thiệt mạng và bị thương. Dù gặp nhiều khó khăn, các đơn vị công binh đã dọn thành công sáu con đường, một đường ở Dog White và Easy Greeen, bốn đường ở khu vực Easy Red, với mức thương vong nhân mạng cao hơn 40%.

## Đợt đổ bộ thứ hai

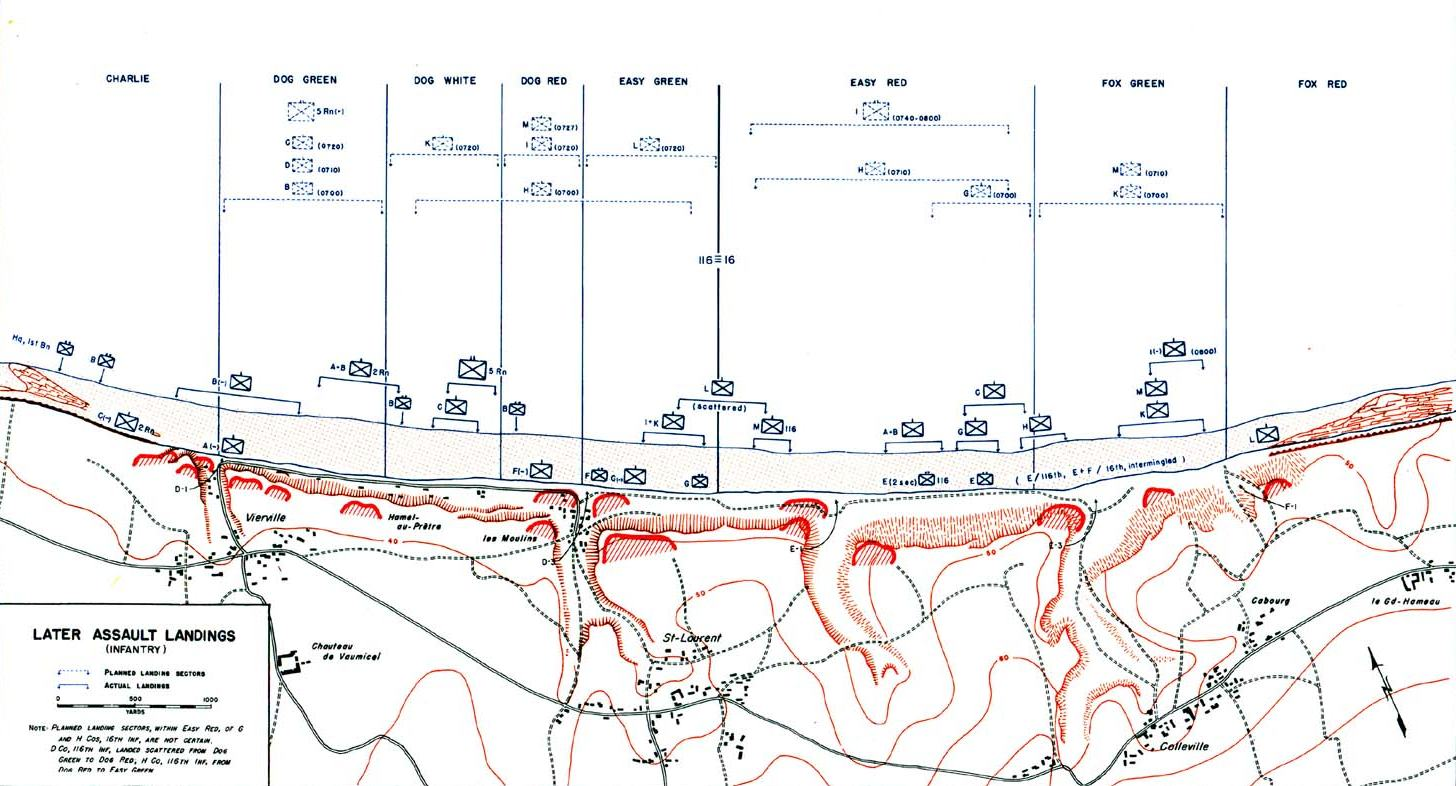
Bản đồ ghi lại vị trí đổ bộ và các đơn vị Mỹ tham gia vào đợt đổ quân thứ hai tại Bãi Omaha.

Đợt đổ bộ thứ hai có nhiệm vụ chuyển quân tiếp viện, vũ khí hạng nặng và sở chỉ huy các đơn vị vào bãi biển lúc 07:00, cũng gặp phải những khó khăn tương tự như đợt đổ bộ đầu tiên. Đợt thứ hai có quy mô lớn hơn nên quân Đức không thể tập trung hỏa lực của họ vào các vị trí của lính Mỹ. Những người lính sống sót trong đợt đổ bộ đầu tiên không thể cung cấp hỏa lực hỗ trợ hiệu quả cho đợt thứ hai nên ở nhiều nơi, vài đơn vị gặp thương vong nặng tương tự đợt đầu tiên. Việc không dọn được các chướng ngại vật trong đợt đầu tiên đã gây ra nhiều cản trở cho đợt đổ quân thứ hai. Thủy triều lên cao đã trùm lên nhiều chướng ngại vật đặt sâu dưới bãi biển, khiến nhiều tàu và xuồng đổ bộ bị mắc kẹt khi tiến vào bờ.
Tại khu đổ bộ của Liên đoàn Chiến thuật 116, các đơn vị còn lại của Tiểu đoàn 1, bao gồm Đại đội B, C và D đổ bộ vào Dog Green để yểm trợ cho Đại đội A. Ba xuồng đổ bộ, bao gồm của xuồng chở sở chỉ huy tiểu đoàn, đã đổ bộ quá xa về phía tây, vào khu vực vách đá. Thương vong chính xác của họ khi vượt qua bãi biển không rõ, nhưng có 1/3 đến một nửa số người đã vượt qua bãi biển thành công và bị hỏa lực bắn tỉa quấy rối đến cuối ngày. Hai đại đội của Tiểu đoàn Biệt kích số 2 (A và B), sau khi rời khỏi Mũi Hoc, đã đổ bộ vào khu vực Dog Green. Họ nhanh chóng tiến được về khu vực tường chắn sóng và rải đều quân số ra khu vực tường ở Dog Green và Dog White, nhưng chịu thương vong gần một nửa quân số.

Tàu đổ bộ cỡ nhỏ USS LCI(L)-553 và USS LCI(L)-410 đang đổ quân tại Bãi Omaha, sáng 6 tháng 6 năm 1944.

Ở bên trái phân khu Dog Green là Dog White, nằm giữa hai cứ điểm Vierville và Les Moulins (D-1 và D-3), chỉ có duy nhất Đại đội C của Liên đoàn 116 đổ bộ do việc định vị nhầm lẫn, với sự hỗ trợ của một vài xe tăng đổ bộ trong đợt đầu tiên. Khói bốc ra từ những đám cháy bao bọc khu vực phòng thủ của lính Đức đã giúp những người lính Mỹ tiến quân về chỗ tường chắn sóng nhanh chóng mà không gặp nhiều thương vong. Đây là đơn vị cấp đại đội có mức thương vong thấp nhất trong số các đơn vị đổ bộ vào Omaha trong buổi sáng. Mặc dù Tiểu đoàn 1 đã vứt bỏ phần lớn số vũ khí hạng nặng sau khi Đại đội D gặp nhiều sự phân tán và hỏa lực súng máy Đức mạnh, nhưng khu vực Dog White vẫn gặp nhiều thuận lợi với quân Mỹ. Đại đội C sau đó được hỗ trợ bởi Tiểu đoàn Biệt kích số 5, vốn được giao nhiệm vụ tại Mũi Hoc, nhưng sau đó đã di chuyển về Omaha sau khi không thấy tín hiệu chiếm mũi đá thành công. Chỉ huy tiểu đoàn, Thiếu tá Max F. Schneider, sau khi nhận ra tình hình xấu ở Dog Green, đã cho toàn bộ nhóm đổ bộ chuyển hướng về Dog White. Giống như Đại đội C của Liên đoàn 116, khói đã bảo vệ cuộc tiến công của họ, với gần như toàn bộ quân số đổ bộ và tiến về tường chắn sóng một cách nguyên vẹn. Ban tham mưu của Liên đoàn 116, dưới sự chỉ huy của Chuẩn tướng Norman "Dutch" Cota - Phó chỉ huy Sư đoàn Bộ binh 29, cũng đổ bộ vào Dog White mà không gặp nhiều thương vong đáng kể.
Ở phía đông, các ổ đề kháng của Đức tiếp tục hoạt động hiệu quả. Tại khu vực Dog Red và Easy Green, lính Đức đóng quân xung quanh cứ điểm Les Moulins phải đối mặt với số lượng lớn quân đổ bộ thuộc Tiểu đoàn 2, Liên đoàn Chiến thuật 116, cùng Đại đội H và Đại đội H đang tiến vào bờ. Họ sau đó hội quân với Đại đội F đang nấp sau đụn cát chắn sóng, và tại đây, Thiếu tá Sidney V. Bingham, Jr - Tiểu đoàn trưởng Tiểu đoàn 2, đã tập hợp được khoảng 50 người để vượt qua đụn chắn sóng để tấn công lên vách đá. Họ tiến công được lên vách đá và tiến vào khu vực phía đông Les Moulins, nhưng lực lượng của họ quá yếu để có thể tiếp tục tấn công, nên phải rút lui. Ở phía bên trái khu vực Dog Red/Easy Green, các đơn vị hỗ trợ của Liên đoàn Chiến thuật 116 bắt đầu đổ bộ. Dù họ không gặp thiệt hại nghiêm trọng, nhưng họ bị phân tán mạnh và thiếu tổ chức, nên không đóng góp được nhiều cho các cuộc tấn công vào con dốc sau đó. Tại khu vực đổ bộ của Liên đoàn Chiến thuật 16, phía cực đông của Easy Red là một khu vực trống trải giữa hai cứ điểm mạnh. Yếu tố đó đã giúp Đại đội G của Liên đoàn Chiến thuật 16 cùng các đơn vị hỗ trợ tiến sâu vào bãi biển thành công mà không gặp bất cứ thương vong nào. Đại đội H đổ bộ cách đó vài trăm mét ở bên trái, đối diện với cứ điểm E-3, gặp nhiều thương vong trước khi tiêu diệt được điểm E-3 vài giờ sau đó.

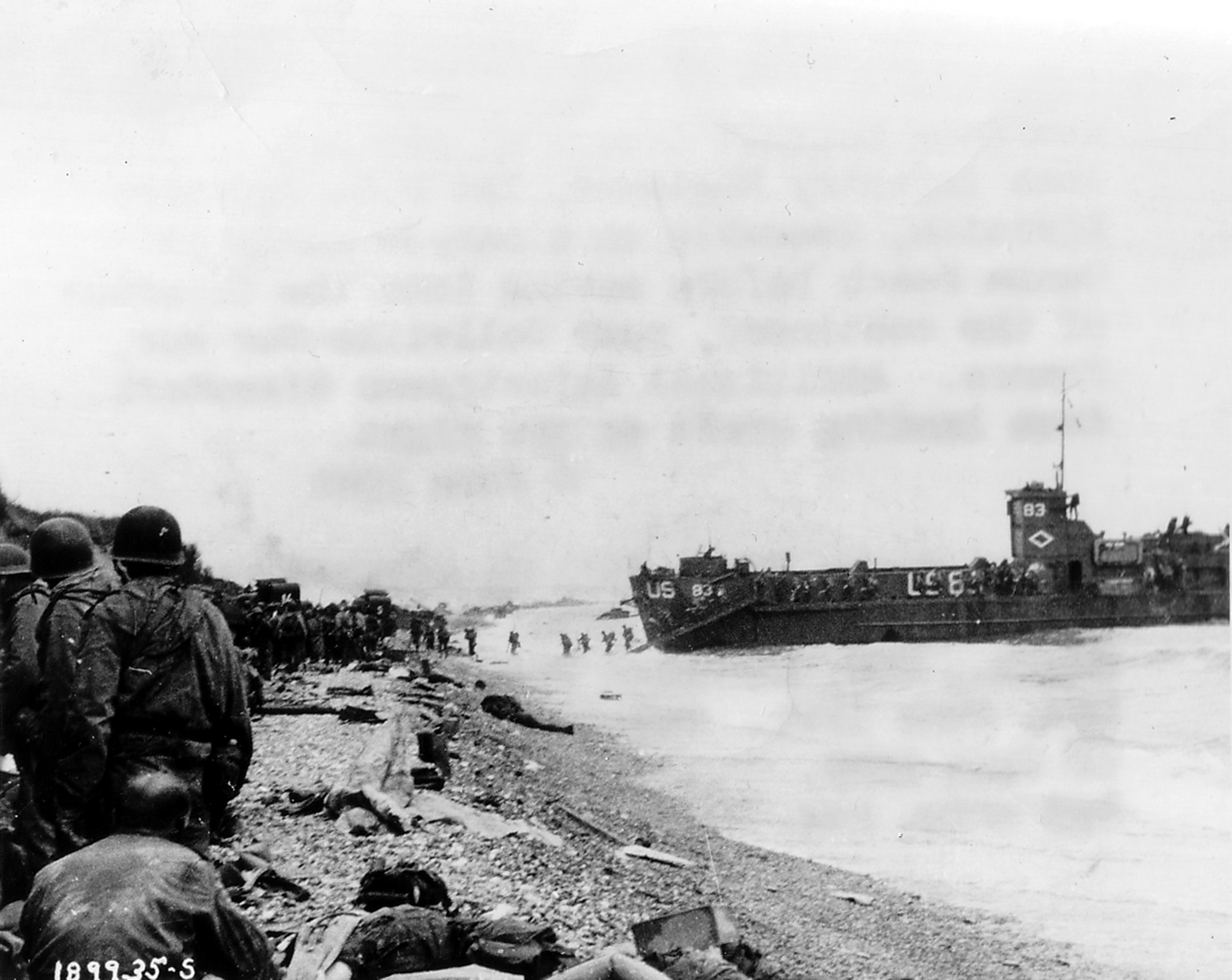
Lính Mỹ thuộc Tiểu đoàn 3, Liên đoàn Chiến thuật 16, Sư đoàn Bộ binh số 1 đang đổ bộ vào khu vực Fox Green, Collville-Sur-Mer, sáng 6 tháng 6 năm 1944.

Tại điểm cực đông của Bãi Omaha, phân khu Fox Green, các nhóm nhỏ thuộc năm đại đội khác nhau đã tập hợp lại thành một nhóm lớn, và tình hình đã được cải thiện phần nào sau khi cuộc đổ bộ thứ hai được tiến hành. Thêm hai đại đội của Tiểu đoàn 3 gia nhập đội quân hỗn hợp này, và sau một thời gian bị sóng đẩy lệch về phía đông, Đại đội I đã đổ bộ thành công vào Fox Green và Fox Red lúc 08:00. Hai trong số sáu xuồng đổ bộ của Đại đội I bị ngập nước trong chuyến hành trình vòng về Fox Green, và khi họ đi vào tầm bắn của quân Đức, ba trong số bốn xuồng đổ bộ bị trúng đạn pháo, và một chiếc bị mắc kẹt vào chướng ngại vật. Đại úy Kimball Richmond, chỉ huy Đại đội I, đã nắm quyền chỉ huy đơn vị hỗn hợp sau khi nhận ra anh là sĩ quan cấp cao nhất hiện diện tại khu vực Fox Green/Fox Red.

### Tình hình của quân Đức
Lúc 07:35, Tiểu đoàn 3 của Trung đoàn Grenadier 726, làm nhiệm vụ bảo vệ cứ điểm F-1 tại khu vực Fox Green, báo cáo rằng có 100-200 lính Mỹ đã chọc thủng phòng tuyến của họ và đang đánh thọc sườn từ phía sau khu vực hàng rào dây thép gai ở WN-62 và WN-61. Từ một trạm quan sát của Đức ở Pointe de la Percée, có thể bao quát được toàn bộ khu vực phía tây của Omaha, lính Đức cho rằng cuộc tấn công của quân Mỹ đã bị chặn lại trên bãi biển. Một sĩ quan trực ở đó đã ghi lại rằng lính Mỹ đang nấp ở phía sau các chướng ngại vật và đếm được có mười xe tăng đang bốc cháy trên bãi biến. Đến lúc 13:35, Sư đoàn Bộ binh 352 báo cáo rằng đà tiến công của quân Mỹ đã bị chặn lại và bị đẩy dần ra ngoài bãi biển. Thương vong của lực lượng phòng thủ tăng dần lên. Trung đoàn Grenadier 916 đóng quân tại khu vực trung tâm của Bãi Omaha, dù báo cáo cuộc đổ bộ của quân Mỹ đã thất bại, nhưng họ cũng yêu cầu được tăng viện. Yêu cầu này sau đó bị từ chối vì tình hình tại những nơi khác ở Normandie còn nghiêm trọng hơn. Lực lượng dự bị của Sư đoàn Bộ binh 325, Trung đoàn Grenadier 915, vốn được triển khai làm nhiệm vụ ngăn chặn các cuộc đổ bộ của lính dù tại khu vực phía tây Omaha, đã được điều động về khu vực Bãi Gold ở phía tây để tăng cường tuyến phòng thủ đang bị quân đội Anh chọc thủng nghiêm trọng.

## Đột phá

### Tấn công vào những vách đá

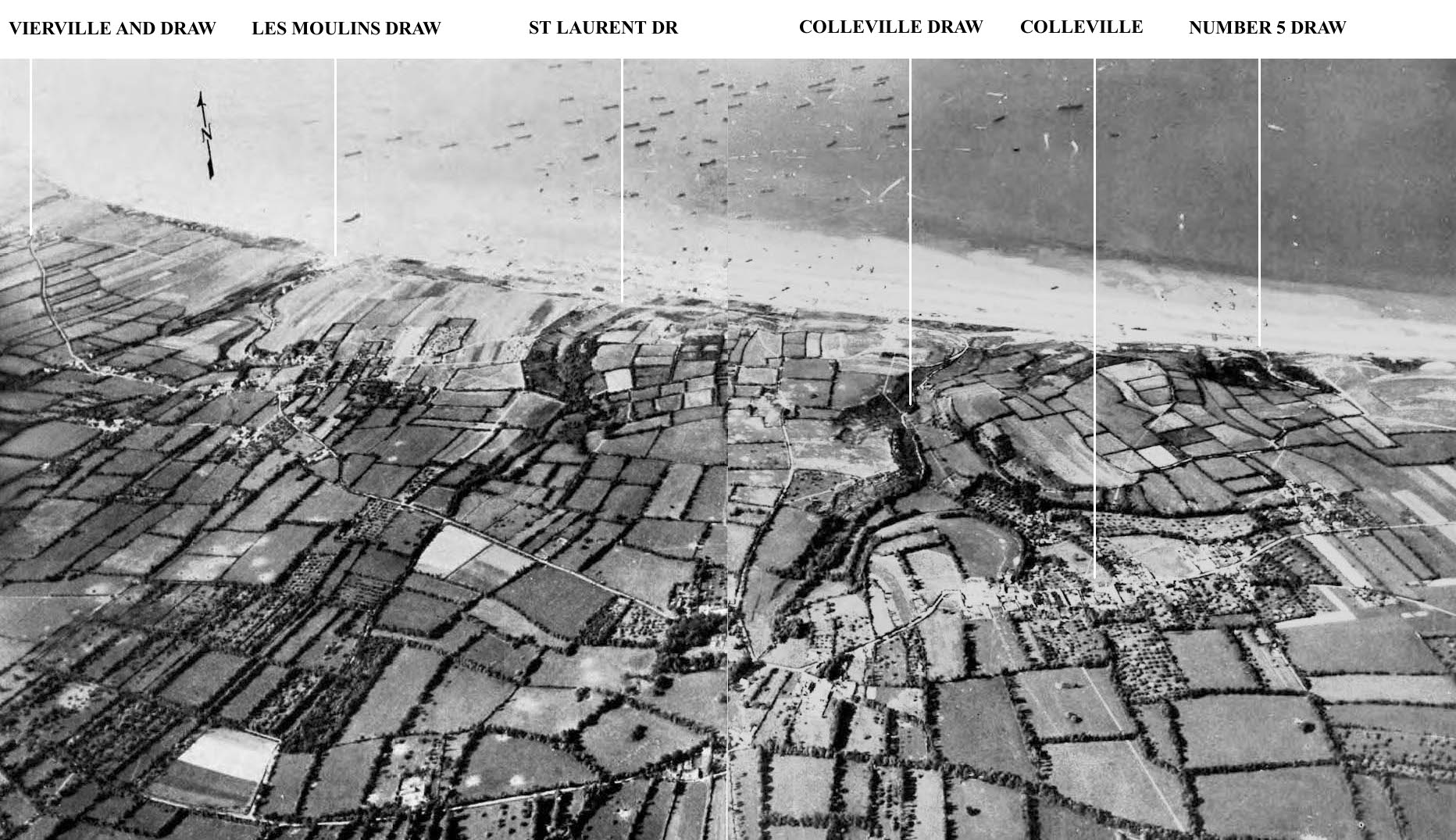
Không ảnh chụp Bãi Omaha với các lối vào đất liền, từ trái sang phải; Vierville (D-1), Les Moulins (D-3), St. Laurent (E-1), Colleville (E-3) và "Lối vào số 5" (F-1).

Những người lính sống sót của Đại đội C, Tiểu đoàn Biệt kích số 2 đổ bộ vào khu vực Dog Green trong đợt đầu tiên lúc 06:45, vào lúc 07:30, họ đã tiến vào được các vách đá ở gần khu vực Vierville. Họ được tiếp viện bởi các nhóm thuộc Đại đội B, Liên đoàn Chiến thuật 116 và cùng phối hợp đánh chiếm thành công cứ điểm WN-73 làm nhiệm vụ bảo vệ khu vực D-1 tại Vierville.
Chuẩn tướng Norman "Dutch" Cota, phó chỉ huy trưởng Sư đoàn Bộ binh 29, nói với Tiểu đoàn Biệt kích số 5 tại Bãi Omaha.
Lúc 07:50, Chuẩn tướng Norman Cota dẫn đầu cuộc tấn công vào khu vực giữa cứ điểm WN-68 và WN-70 để thoát ra khỏi Dog Green, bằng cách phá hủy những hàng rào dây thép gai bằng ngư lôi Bangalore và kìm cắt. Hai muơi phút sau, Tiểu đoàn Biệt kích số 5 tham gia cuộc tấn công, phá hủy thêm nhiều đoạn tường chắn sóng để tiến vào vách đá. Một sở chỉ huy tạm thời được lập ở trên vách đá, và được các đơn vị thuộc Đại đội G và H của Liên đoàn Chiến thuật 116 tham gia hỗ trợ, vốn trước đó đã di chuyển lộn xộn trên bãi biển, và giờ đây một mặt trận hẹp đã được mở về phía đông. Khoảng 09:00, một nhóm nhỏ bao gồm những người lính của Đại đội F và B của Liên đoàn Chiến thuật 116 đã chiếm thành công vách đá tại khu vực phía đông Dog White. Sườn phải của cuộc tấn công này được bảo vệ bởi lính Biệt kích thuộc Đại đội A và B của Tiểu đoàn Biệt kích số 2, những người đã chiến đấu độc lập trên vách đá từ lúc 08:00. Họ nhanh chóng chiếm được cứ điểm WN-70 và phối hợp với Tiểu đoàn Biệt kích số 5 để tiến quân vào đất liền. Lúc 09:00, khoảng 600 lính Mỹ, được tập hợp từ nhiều đơn vị khác nhau đã chiếm được vách đá tại khu vực Dog White và tiến vào đất liền.

Tiểu đoàn 3 của Liên đoàn Chiến thuật 116, sau khi băng qua bãi cát lộ thiên, đã trèo lên vách đá nằm giữa cứ điểm WN-66 và WN-65. Họ tấn công theo từng nhóm nhỏ với sự hỗ trợ của các nhóm vũ khí hạng nặng của Đại M, Liên đoàn Chiến thuật 116. Tiến độ tấn công diễn ra chậm do mìn được gài dày đặc ở khu vực vách đá. Dù vậy, cả ba đại đội, cùng với các nhóm nhỏ thuộc Đại đội G, đã chiếm đỉnh vách đá thành công lúc 09:00, khiến quân phòng thủ ở WN-62 bất ngờ và báo cáo nhầm về sở chỉ huy rằng WN-65 và WN-66 đã bị thất thủ.
Đại tá George A. Taylor - Chỉ huy trưởng Liên đoàn Chiến thuật 16, Sư đoàn Bộ binh số 1, Bãi Omaha
Khoảng 07:30-09:30, các đơn vị thuộc Đại đội G và E của Liên đoàn Chiến thuật 16 và Đại đội E của Liên đoàn Chiến thuật 116, đã hợp đồng tác chiến và vượt qua con dốc ở khu vực Easy Red, nằm giữa cứ điểm WN-64 và WN-62. Lúc 09:05, hoa tiêu Đức báo cáo rằng cứ điểm WN-61 đã bị thất thủ, và vẫn còn một khẩu súng máy bắn trả tại cứ điểm WN-62. 150 người, phần lớn từ Đại đội G, Liên đoàn Chiến thuật 16, đã vượt qua con dốc và di chuyển về phía nam để tấn công sở chỉ huy của cứ điểm WN-63 tại Colleville. Trong khi đó, một nhóm lính nhỏ của Đại đội E, Liên đoàn Chiến thuật 16, dưới sự chỉ huy của Thiếu úy John M. Spalding và Trung sĩ Philip Streczyk, di chuyển về phía tây dọc theo con dốc và tấn công cứ điểm WN-64. Sau gần hai giờ giao tranh, nhóm nhỏ chỉ gồm bốn người này đã tiêu diệt cứ điểm thành công và bắt sống 21 tù binh Đức. Ở dưới bãi biển, Đại tá George A. Taylor đã đổ bộ cùng người của ông vào bãi biển lúc 08:15. Ông tập hợp lại những người lính từ mọi đơn vị khác nhau thành một đơn vị hoàn chỉnh, và giao quyền chỉ huy cho hạ sĩ quan đứng gần ông nhất, và ra lệnh tiến công vào đất liền thông qua con đường được khai thông bởi Đại đội G. Lúc 09:30, sở chỉ huy của trung đoàn được thiết lập dưới chân vách đá. Tiểu đoàn 1 và 2 của Liên đoàn Chiến thuật 16, sau khi tiến vào vách đá, được lệnh di chuyển vào đất liền ngay lập tức.
Ở khu vực Fox Green, bốn trung đội của Đại đội L, Liên đoàn Chiến thuật 16, vẫn còn nguyên vẹn 100% quân số sau khi đổ bộ, đã cùng các đơn vị thuộc Đại đội I và K của Liên đoàn Chiến thuật 16 và Đại đội E của Liên đoàn Chiến thuật 116 trèo lên con dốc. Với sự hỗ trợ của vũ khí hạng nặng của Đại đội M, xe tăng và khu trục hạm ngoài khơi, đơn vị này đã tiêu diệt thành công cứ điểm WN-60, và lúc 09:00, họ nhanh chóng di chuyển vào đất liền.

### Hải quân hỗ trợ

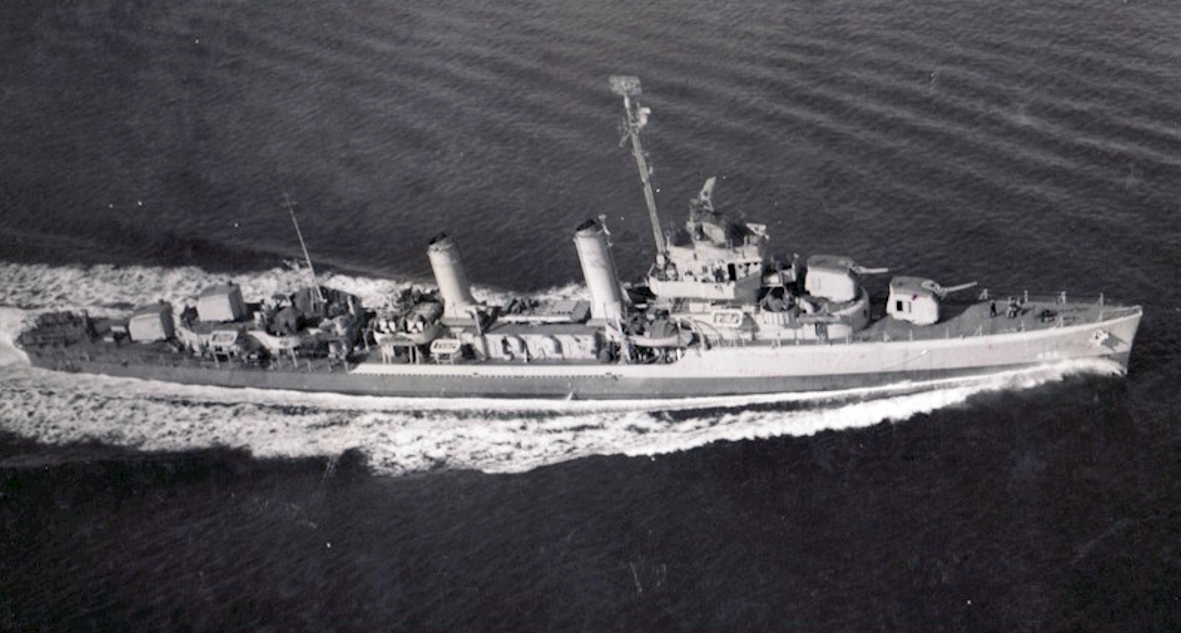
Khu trục hạm McCook làm nhiệm vụ tại Đại Tây Dương, tháng 3 năm 1944.

Hỏa lực pháo binh duy nhất để hỗ trợ cho các cuộc tấn công của các đơn vị trên Omaha xuất phát từ các nhóm khu trục hạm của hải quân. Do việc xác định mục tiêu gặp nhiều khó khăn và e ngại việc sẽ bắn nhầm vào quân mình, các khẩu đội pháo của thiết giáp hạm và tuần dương hạm ngoài khơi Omaha đã tập trung bắn phá vào hai bên sườn của bãi đổ bộ. Trong khi đó, khu trục hạm thuộc Hải đoàn Khu trục hạm 18 tại Omaha (bao gồm Satterlee, Thompson, Carmick, McCook, Emmons, Baldwin, Harding, Doyle, và Frankford) sẽ tiến sâu về phía bãi sẽ tiến sâu về phía bãi biển, và từ lúc 08:00, chúng sẽ độc lập bắn phá các mục tiêu phòng thủ của quân Đức. Lúc 09:50, hai phút sau khi khu trục hạm McCook bắn hạ một khẩu pháo 75 mm đặt tại cứ điểm WN-74, các đội khu trục hạm được lệnh tiến gần bãi biển hết sức có thể, bất chấp việc bị phản pháo hoặc bị mắc cạn, để hỗ trợ cho các đơn vị lính Mỹ. Các đội tàu này đã bắn phá tích cực các vị trí phòng thủ của lính Đức, góp phần dẫn đến việc kiểm soát thành công bãi đổ bộ Omaha.

## Thiết lập đầu cầu đổ bộ
Mặc dù đã tiến được vào đất liền, những nhiệm vụ chủ chốt của người Mỹ tại bãi biển vẫn chưa đạt được. Các lối vào đất liền cho các phương tiện chiến đấu vẫn chưa được mở, và nhiều cứ điểm dọc bãi biển vẫn chống trả quyết liệt. Sự thất bại trong việc dọn dẹp các chướng ngại vật trên bãi biển buộc các đợt đổ bộ tiếp theo phải tập trung vào khu vực Easy Red và Easy Green.
Khi các phương tiện bắt đầu được đưa vào bờ, lính Mỹ nhận ra rằng họ đang đổ quân vào một dải bờ biển khá hẹp, không có nhiều chỗ trú ẩn trước hỏa lực của quân Đức. Khoảng 08:30, các chỉ huy đơn vị đổ bộ ra lệnh ngừng mọi hoạt động đổ bộ phương tiện chiến đấu và vận tải lên bãi biển. Mệnh lệnh này đã gây ra tình trạng ùn tắc tàu đổ bộ ở ngoài khơi Omaha. Các xe lội nước DUKW phải trả qua một khoảng thời gian đặc biệt khó khăn trong điều kiện thời tiết khắc nghiệt. Trong số 13 xe DUKW trở trang thiết bị của Tiểu đoàn Pháo dã chiến 111 của Liên đoàn Chiến thuật 116, năm chiếc đã bị chìm ngay sau khi rời khỏi tàu đổ bộ, bốn chiếc khác bị chìm khi đang chạy vòng quanh điểm tập kết để chờ mệnh lệnh đổ bộ, và một chiếc bị lật úp khi đang tiến vào bãi biển. Hai chiếc nữa bị bắn cháy bởi hỏa lực pháo cối của quân Đức khi tiến vào bãi biển. Chiến DUKW cuối cùng đã kịp chuyển khẩu pháo sang một xuồng đổ bộ khác trước khi bị sóng nhấn chìm xuống đáy biển. Đó cũng chính là khẩu pháo duy nhất mà Tiểu đoàn Pháo dã chiến 111 có trong Ngày D.

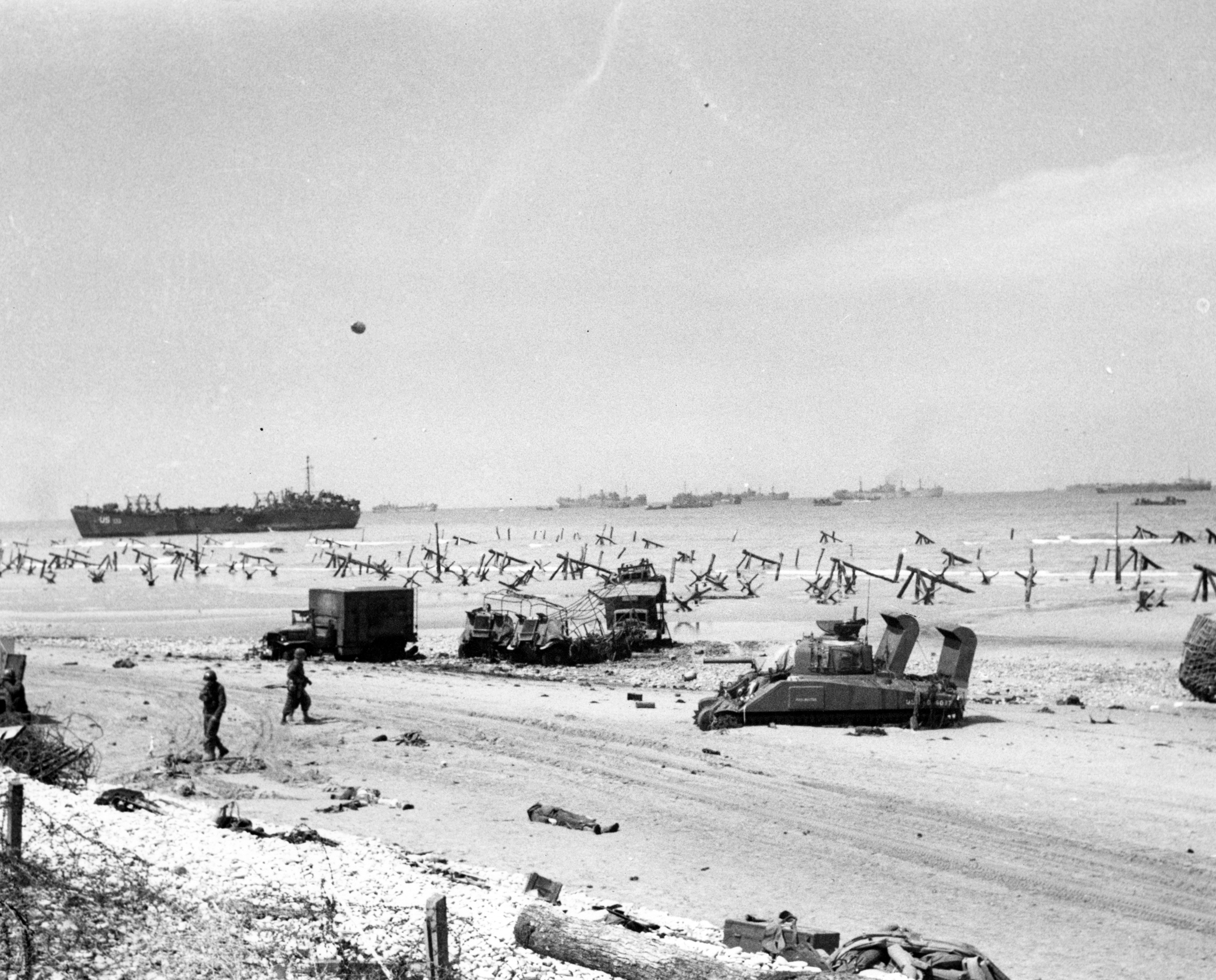
Bãi Omaha vào buổi chiều Ngày D.

Các trung đoàn thuộc lực lượng tiếp viện tiếp bắt đầu đổ bộ theo các tiểu đoàn, bắt đầu với Liên đoàn Chiến thuật 18 lúc 09:30 tại Easy Red. Tiểu đoàn đầu tiên, Tiểu đoàn 2, đã mất gần 30 phút để toàn bộ tiểu đoàn có thể có tập trung tại lối vào đất liền E-1 do tình trạng tắc nghẽn ngoài khơi, với thương vong ở mức nhẹ. Các hệ thống chướng ngại vật và mìn đã khiến 22 xuồng LCVP, 2 tàu đổ bộ LCI(L) và 4 tàu LCT bị hư hỏng hoặc chìm. Được hỗ trợ bởi xe tăng và hỏa lực hải quân, những đơn vị mới đổ bộ này đã kiểm soát hoàn toàn các cứ điểm bảo vệ lối vào E-1 lúc 11:30. Dù một lối vào đất liền đã được khai thông, tình trạng tắc nghẽn đã ngăn cản việc triển khai quân vào đất liền. Ba tiểu đoàn của Liên đoàn Chiến thuật 115, được dự kiến đổ bộ lúc 10:30 tại Dog Green và Easy Green, đã đổ bộ vào khu vực Easy Red của Liên đoàn Chiến thuật 18. Sự nhầm lẫn nghiêm trọng này đã làm trì hoãn việc đổ bộ của hai tiểu đoàn còn lại của Liên đoàn Chiến thuật 18 đến 13:00, và làm trì hoãn toàn bộ hoạt động tiến vào đất liền của các đơn vị khác, ngoại trừ Tiểu đoàn 2 của Liên đoàn 18, đến 14:00. Tuy nhiên, việc tiến công của Tiểu đoàn 2 cũng bị chậm lại do mìn và bị hỏa lực của quân Đức trong đất liền đánh chặn.

Vào đầu buổi chiều, các cứ điểm bảo vệ lối vào D-1 đã bị tiêu diệt bởi hỏa lực pháo của hải quân. Tuy nhiên do không đủ lực lượng để dọn sạch các ổ đề kháng nhỏ xung quanh D-1, quân Mỹ không thể tiến vào đất liền. Việc tiến công bắt đầu được tiến hành vào nửa đêm, và những đơn vị xe tăng của Tiểu đoàn Xe tăng 743 đã tiến vào gần Vierville.

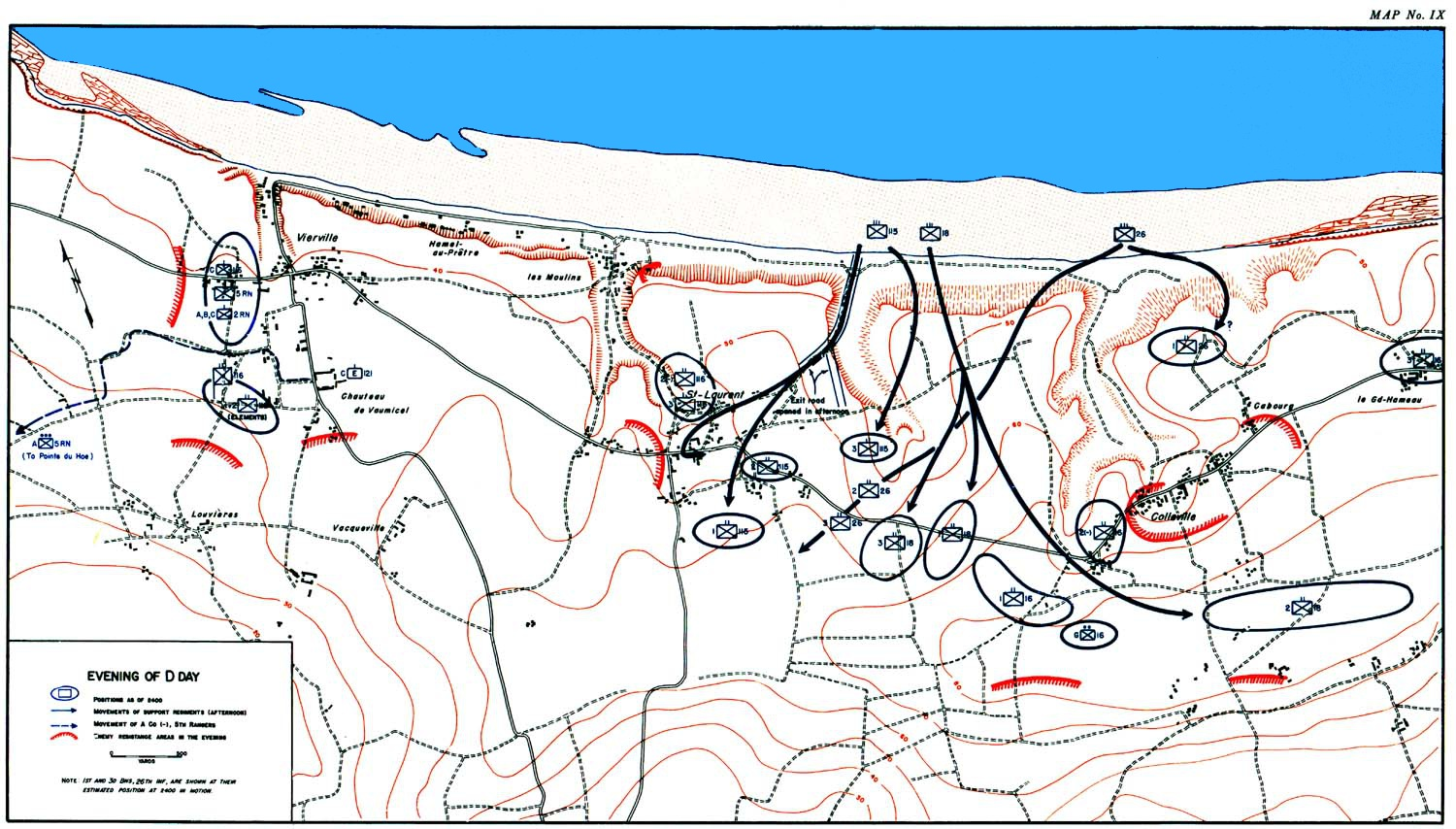
Bản đồ lộ trình tiến công của các đơn vị Mỹ tại Omaha trong buổi chiều Ngày D.

Cuộc tiến công của Liên đoàn Chiến thuật 18 đã quét sạch các tàn dư cuối cùng tại khu vực E-1. Sau khi các nhóm công binh mở được một đoạn đường ở khu vực phía tây E-1, nó đã chở thành tuyến đường chính nối đất liền và bãi biển. Khi tình trạng ùn tắc dần suy giảm, việc đổ bộ các phương tiện chiến đấu tiếp tục được tiến hành lúc 14:00. Ách tắc tiếp tục diễn ra ở sâu trong đất liền do các đơn vị tuyến đầu vấp phải hỏa lực phòng thủ của quân Đức tại St. Laurent, khiến lính công binh phải mở thêm một tuyến đường mới vòng qua ổ đề kháng này, và lúc 17:00, các đơn vị xe tăng thuộc Tiểu đoàn Xe tăng 741 được lệnh tiến vào đất liền thông qua lối vào E-1.
Lối vào F-1, ban đầu được coi là quá dốc cho các phương tiện vận tải, cuối cùng cũng được khai thông sau khi lính công binh lắp đặt một tuyến đường mới. Trong trường hợp không mở được con đường nào ở khu vực D-3 và E-3, các nhóm đổ bộ khác sẽ được chuyển về khu vực này, và lúc 20:00, một đại đội xe tăng thuộc Tiểu đoàn Xe tăng 745 đã kiểm soát được cao điểm của F-1.
Các lối vào khác cũng được dọn sạch, các bãi mìn được gỡ bỏ và cho nổ nhiều đoạn tường chắn sóng để tạo lối vào cho các phương tiện đổ bộ. Khi thủy triều bắt đầu rút, các đơn vị công binh tiếp tục nhiệm vụ dọn dẹp các chướng ngại vật trên bãi biển, và đến cuối buổi chiều, 13 tuyến đường đã được mở và đánh dấu rõ ràng.

### Phản ứng của quân Đức
Do quân Đồng Minh đổ bộ lên một loạt khu vực bãi biển ở Normandie, và với báo cáo ban đầu nhận định rằng cuộc đổ bộ ở Bãi Omaha có quy mô khá nhỏ, một tiểu đoàn đã được tách khỏi Trung đoàn Grenadier 915 đang được triển khai ở phía đông để ngăn chặn các đà tiến công của quân đội Anh. Cùng với một đại đội pháo chống tăng, đơn vị này đã phối hợp với Trung đoàn Grenadier 916 tổ chức một cuộc phản công vào khu vực Colleville vào đầu giờ chiều. Cuộc phản công vấp phải sự kháng cự mạnh mẽ của lính Mỹ và được báo cáo là gặp nhiều tổn thất nặng. Tình hình ở Normandie đã không cho phép tăng viện cho Sư đoàn Bộ binh 352 đang bị suy yếu trầm trọng. Người Đức coi các mũi tiến công của người Anh ở phía đông Omaha (Bãi Gold) là mối đe dọa chính, nên phần lớn các lực lượng cơ động dự bị tại Normandie đều được triển khai vào khu vực này. Bộ chỉ huy Đức cũng đã đưa các đơn vị đóng quân ở Brittany, phía tây nam Normandie, vào trạng thái chuẩn bị hành quân, nhưng phần lớn các đơn vị này sẽ không đến kịp nơi do bị tấn công liên tục bởi máy bay Đồng Minh. Lực lượng dự bị cuối cùng của Sư đoàn Bộ binh 352, một tiểu đoàn công binh, đã được tăng cường cho Trung đoàn Grenadier 916 vào buổi tối. Tiểu đoàn này sau đó được triển khai để chống lại các mũi xung kích của Sư đoàn Bộ binh số 1 ra khỏi đầu cầu đổ bộ ở Colleville-St. Laurent. Đến nửa đêm, Trung tướng Dietrich Kraiss, chỉ huy Sư đoàn Bộ binh 352, báo cáo rằng thiệt hại về người và trang thiết bị ở ven biển là cao, cho rằng ông vẫn còn đủ lực lượng để ngăn chặn quân Mỹ vào ngày D+1 (ngày 7 tháng 6), và ông vẫn sẽ cần tiếp viện ngay sau đó, nhưng chỉ nhận được thông báo rằng không còn đơn vị dự bị nào để triển khai vào Normandie nữa.

## Kết quả

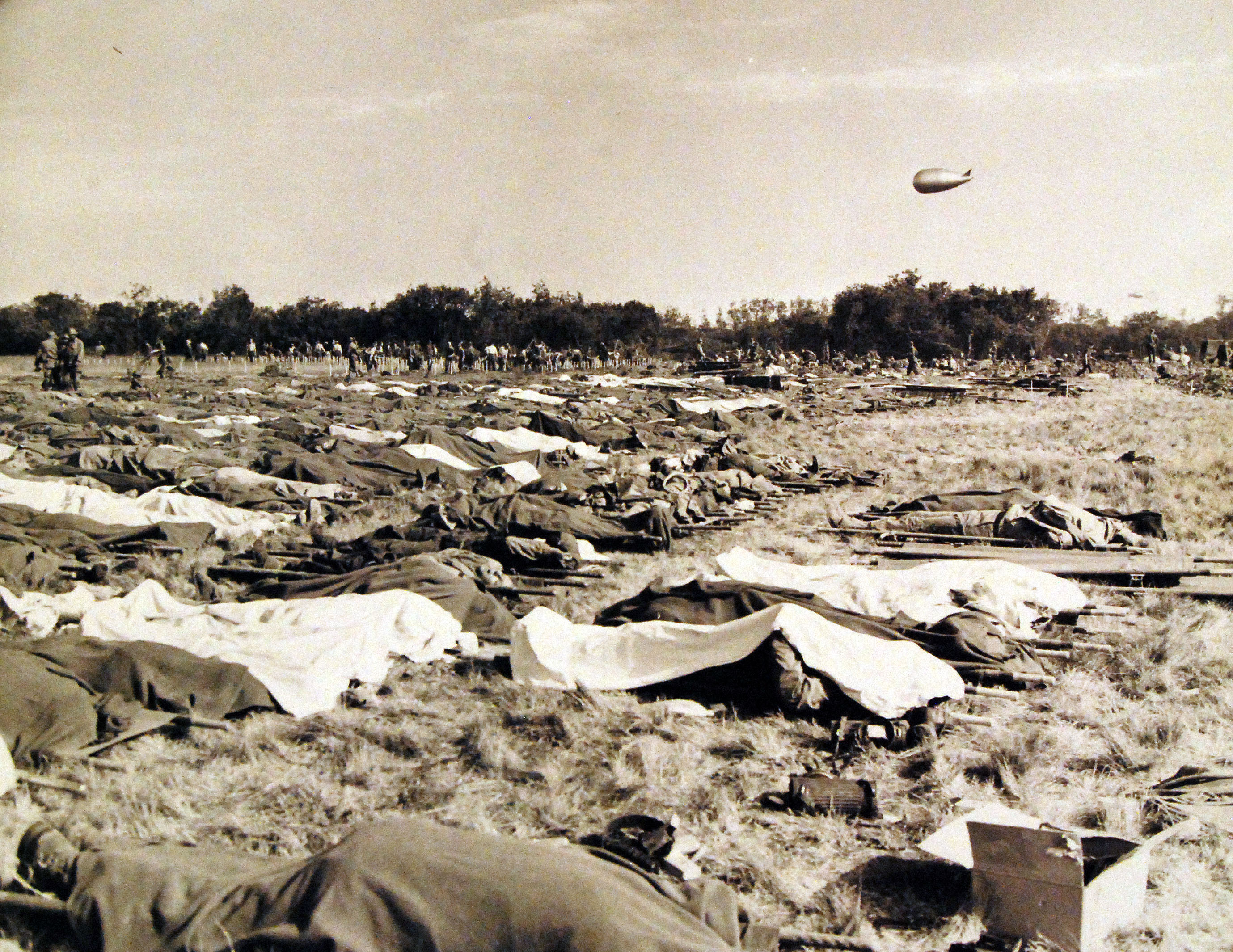
Thi thể của lính Mỹ và Đức đang được tập trung tại khu vực gần phân khu Dog Red, Bãi Omaha, để chuẩn bị chôn cất.

Trong quá trình tiến vào đất liền, các đơn vị lính Mỹ đã tiến sâu được 2,5 km về phía đông khu vực Colleville, khoảng hai kilomét về phía tây của St. Laurent và tấn công trực diện vào khu vực Vierville. Nhiều ổ đề kháng của quân Đức vẫn tiếp tục chiến đấu dù bị quân Mỹ bao vây, và toàn bộ bãi biển vẫn nằm trong tầm bắn của pháo binh Đức. Tổn thất về trang thiết bị là cao, bao gồm 26 khẩu pháo, hơn 50 xe tăng. Hải quân báo cáo họ mất 50 xuồng đổ bộ và 10 tàu đổ bộ cỡ lớn, với nhiều chiếc khác bị hư hại.
Chỉ có 100 trong tổng số 2.400 tấn hàng hóa dự kiến được chuyển vào bãi biển trong Ngày D. Omaha cũng là bãi có mức thương vong của quân đổ bộ cao nhất trong toàn bộ năm bãi đổ bộ trong Ngày D. Thương vong của Quân đoàn V ước tính là khoảng 2.4000-3.000 lính Mỹ tử trận, bị thương và mất tích. Mỗi Liên đoàn Chiến thuật (16 và 116) chịu thương vong khoảng 1.000-1.500 binh lính, và mức thương vong nặng nhất tập trung vào các đơn vị bộ binh, công binh và xe tăng đổ bộ trong đợt đầu tiên. Chỉ có năm xe tăng thuộc Tiểu đoàn Xe tăng 741 sẵn sàng chiến đấu cho ngày tiếp theo. Sư đoàn Bộ binh 352 của Đức có mức thương vong là khoảng 1.200 binh lính tử trận, bị thương, mất tích và bị bắt làm tù binh, chiếm 20% quân số sư đoàn. Việc đổ bộ vào Omaha gặp nhiều vấn đề tới mức Trung tướng Omar Bradley, chỉ huy trưởng Tập đoàn quân số 1, có ý định di tản quân đổ bộ khỏi Omaha, trong khi đó, Đại tướng Benard Montgomery đã xem xét việc chuyển hướng đổ bộ của Quân đoàn V sang Bãi Gold.

## Diễn biến tiếp theo

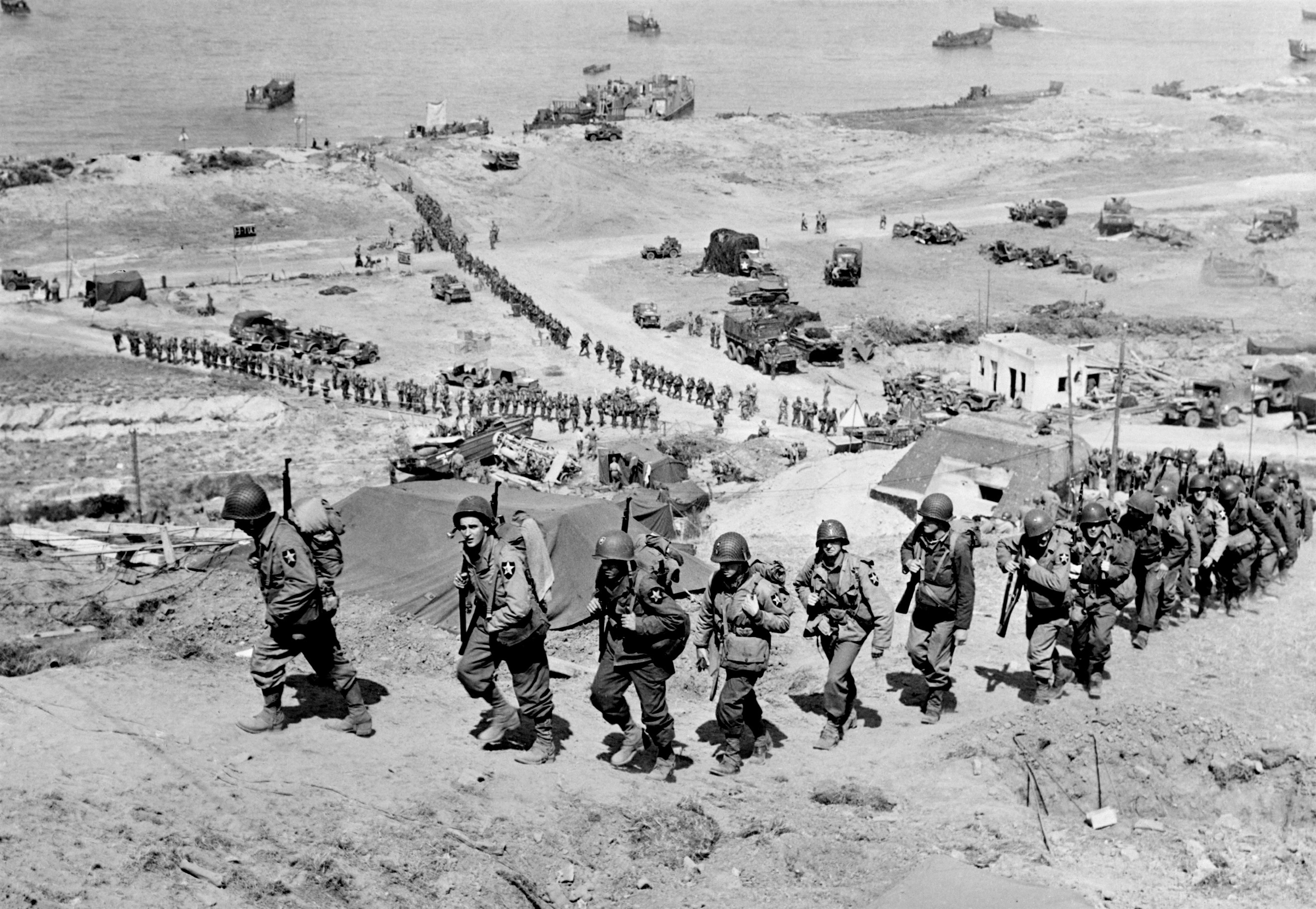
Binh lính thuộc Sư đoàn Bộ binh số 2 đang tiến vào đất liền, ngày 7 tháng 6 năm 1944. Họ đang di chuyển qua lối vào E-1 tại phân khu Easy Red, được bảo vệ bởi cứ điểm WN-65.

Quân đoàn V đã thiết lập thành công một đầu cầu vững chắc tại Omaha trong Ngày D, dù đó là hai khu vực đổ bộ biệt lập, nằm tại các chỗ yếu thế nhất trên bãi biển. Với mục tiêu ban đầu chưa đạt được, ưu tiên của quân đội Đồng Minh lúc này là liên kết toàn bộ năm bãi đổ bộ tại khu vực Normandie. Đến ngày 7 tháng 6, dù vẫn còn bị pháo kích lẻ tẻ, bãi Omaha hoàn thành khâu chuẩn bị để chuẩn bị nhận tiếp tế cho các đơn vị chiến đấu trong đất liền. Nhiều tàu chở hàng đã được chủ động đánh đắm để tạo thành các lớp đê chắn sóng nhân tạo và dù vẫn còn ít so với kế hoạch, 1.429 tấn hàng hóa đã được cập cảng vào ngày hôm đó.
Các Liên đoàn Chiến thuật sau đó được tái tổ chức thành các trung đoàn bộ binh và tiểu đoàn cơ bản và tiến hành hoàn thành các nhiệm vụ ban đầu của Ngày D trong hai ngày tiếp theo. Tại mặt trận của Sư đoàn Bộ binh số 1, Trung đoàn Bộ binh 18 đã chặn được đà rút quân của hai đại đội thuộc Trung đoàn Grenadier 916 và 726 khỏi khu vực WN-63 và Colleville. Cả hai khu vực này sau đó đều bị chiếm bởi Trung đoàn Bộ binh 16 đang di chuyển về Port-en-Bessin. Trung đoàn Bộ binh 18, với sự hỗ trợ của Tiểu đoàn 3 của Trung đoàn Bộ binh 26, đã tiến công về phía nam và đông nam. Chiến sự diễn ra ác liệt nhất tại khu vực Formigny, nơi Tiểu đoàn 2 của Trung đoàn Grendadier 915 được tăng cường bởi Tiểu đoàn 2 của Trung đoàn Grenadier 916. Đà tiến công của người Mỹ bị chặn đứng lại và phải đến ngày 8 tháng 6, Formigny chính thức rơi vào tay người Mỹ. Những mối lo ngại về một cuộc phản công thiết giáp đã khiến Trung đoàn Bộ binh 18 phải tổ chức phòng thủ trong suốt ngày 8 tháng 6. Ba tiểu đoàn của Trung đoàn Bộ binh 26, sau khi tái tổ chức vào ngày 8 tháng 6, đã tiến về phía đông, buộc Tiểu đoàn 1 của Trung đoàn Grenadier 726 phải mở đường máu để rút lui trong đêm qua một khu vực nằm giữa Bayeux và Port-en-Bessin. Đến sáng ngày 9 tháng 6, Sư đoàn Bộ binh số 1 đã thiết lập được liên lạc với Quân đoàn XXX của Anh, liên kết thành công Omaha với Bãi Gold.
Tại khu vực Sư đoàn Bộ binh 29, hai tiểu đoàn của Trung đoàn Bộ binh 116 tiến hành quét sạch nốt những ổ đề kháng còn lại của Đức dọc theo những con dốc tại bãi biển, và tiểu đoàn còn lại phối hợp cùng các đơn vị Biệt kích di chuyển về phía tây. Lực lượng này đã phá vây thành công ba đại đội của Tiểu đoàn Biệt kích số 2 chiến đấu tại Mũi Hoc vào ngày 8 tháng 6, buộc Trung đoàn Grenadier 914 của Đức cùng Tiểu đoàn Ostlegionen 439 phải rút về Grandcamp ở phía tây. Sáng ngày 7 tháng 6, cứ điểm WN-69 bị quân Đức bỏ lại và Trung đoàn Bộ binh 115 bắt đầu hành quân vào đất liền theo hướng tây nam, tiến đến Formigny vào ngày 7 tháng 6. Trung đoàn Bộ binh 175 của Sư đoàn Bộ binh 29 bắt đầu đổ bộ vào ngày 7 tháng 6. Đến sáng ngày 9 tháng 6, Trung đoàn 175 chiếm thành công Isigny và đến buổi chiều, các nhóm tuần tra của trung đoàn đã bắt liên lạc được với Sư đoàn Không vận 101, liên kết thành công Bãi Omaha và Utah.
Các đơn vị phòng thủ Omaha của Sư đoàn Bộ binh 352 tiếp tục suy yếu. Đến sáng ngày 9 tháng 6, sư đoàn được báo cáo rằng các đơn vị này "...đã bị suy yếu thành các nhóm nhỏ..." trong khi Trung đoàn Grenadier 726 "...thực tế đã biến mất." Đến ngày 11 tháng 6, khả năng chiến đấu hiệu quả của Sư đoàn Bộ binh 352 được đánh giá là "rất yếu", và đến ngày 14 tháng 6, bộ chỉ huy Đức được báo cáo rằng Sư đoàn Bộ binh 352 đã kiệt quệ hoàn toàn và cần được rút khỏi mặt trận.

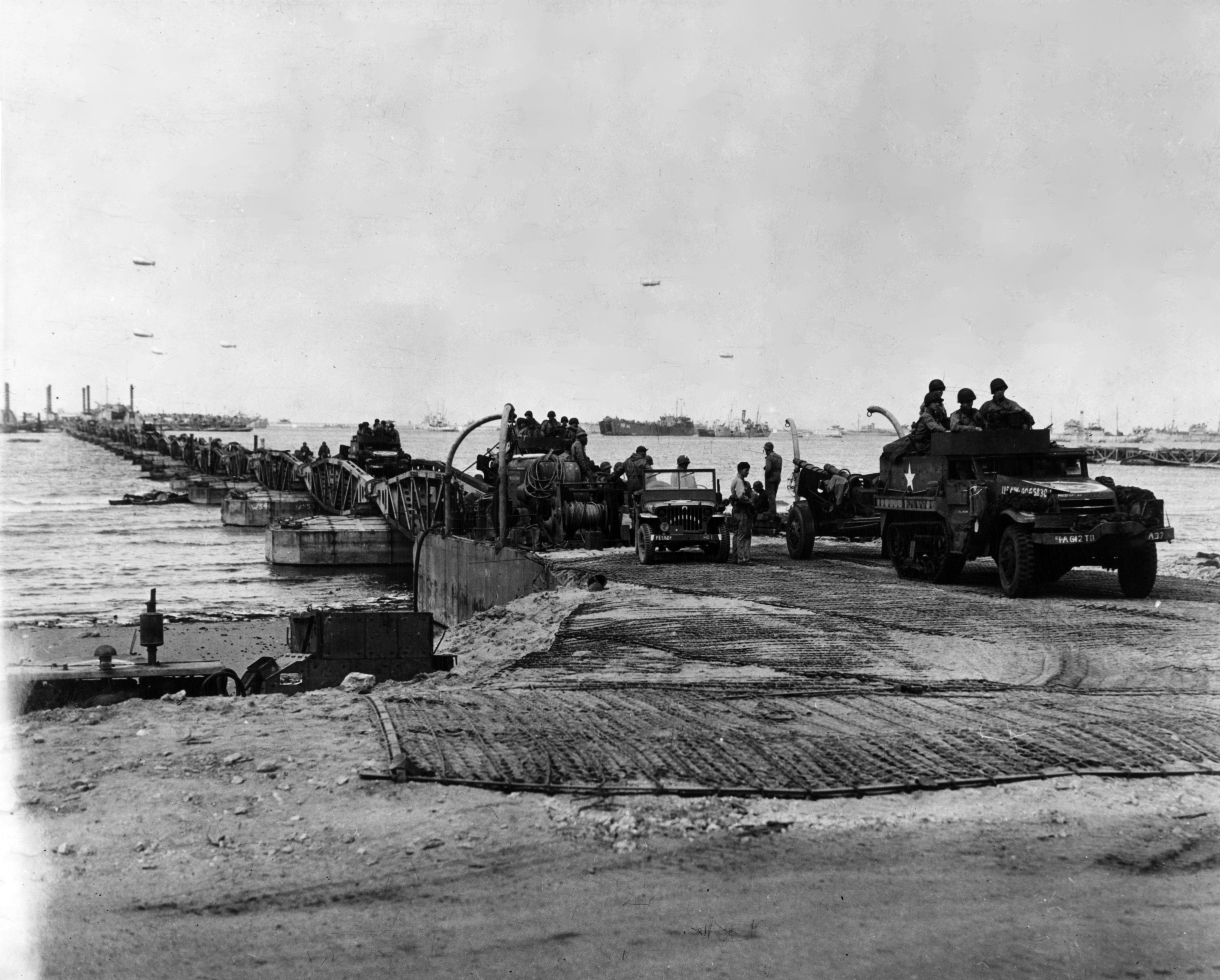
Các phương tiện của quân đội Hoa Kỳ đang tiến vào Bãi Omaha thông qua cảng nhân tạo Mulberry A, 16 tháng 6 năm 1944.

Một khi đầu cầu đổ bộ đã được thiết lập và đảm bảo, Omaha trở thành địa điểm để xây dựng một trong hai cảng nhân tạo Mulberry, một loại cảng xây dựng sẵn được chia thành từng mảnh nhỏ trước khi kéo qua Eo biển Manche và được lắp ráp ngay ngoài khơi Normandie. VIệc xây dựng cảng 'Mulberry A' tại đựoc tiến hành ngay sau khi Ngày D kết thúc, bắt đầu bằng việc đánh đắm các con tàu thừa thãi để tạo một lớp đê chắn sóng. Đến ngày D+10 (ngày 16 tháng 6), cảng đi vào hoạt động và tàu đổ bộ LST 342 đã cập bến và dỡ 78 phương tiện trong vòng 38 phút. Ba ngày sau, một trong những cơn bão tồi tệ nhất tại khu vực Normandie trong 40 năm qua đổ bộ vào khu vực. Cơn bão diễn ra suốt ba ngày và sau ngày 22 tháng 6, bến cảng bị hư hại nặng đến mức bộ chỉ huy Đồng Minh quyết định không sửa chữa lại cảng, và việc tiếp liệu được tiến hành trực tiếp trên bãi biển tới khi các hệ thống cảng khác tại Normandie được chiếm giữ. Trong vỏn vẹn ba ngày hoạt động, Mulberry A đã tiếp nhận 11.000 binh lính, 2.000 phương tiện và 9.000 tấn thiết bị và vật tư. Trong vòng 100 ngày tiếp theo, hơn 1.000.000 tấn hàng hóa tiếp tế, 100.000 phương tiện các loại và hơn 600.000 binh lính đã đổ bộ, và hơn 93.000 thương binh được sơ tán qua Bãi Omaha.

## Tưởng niệm

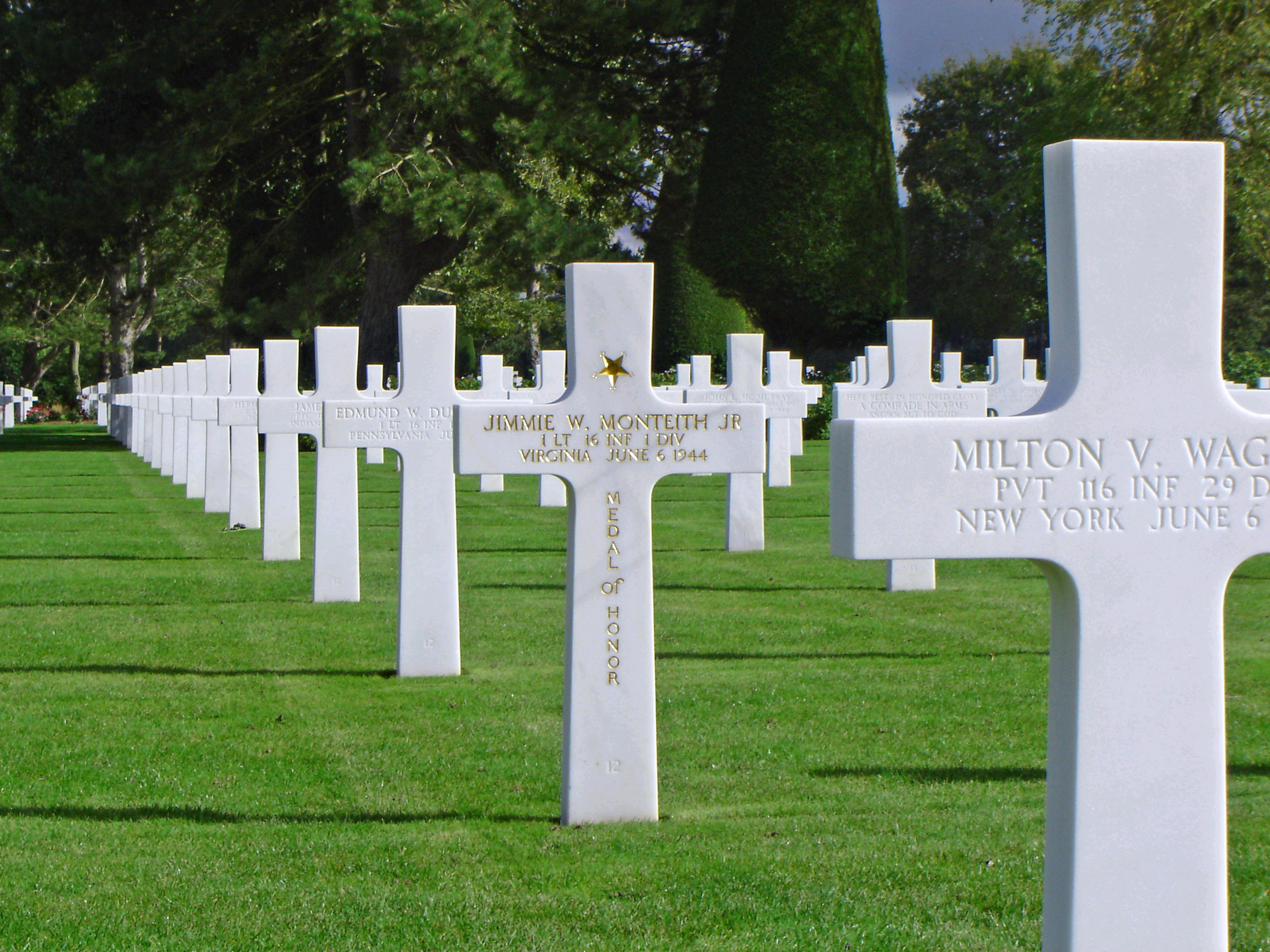
Một góc Nghĩa trang Hoa Kỳ tại Normandie. Ngôi mộ trong ảnh là của Trung úy Jimmie W. Montieth Jr., được truy tặng Huân chương Danh Dự vì sự dũng cảm tại Bãi Omaha ngày 6 tháng 6 năm 1944. Montieth là một trong bốn quân nhân Hoa Kỳ được trao tặng Huân Chương Danh Dự trong Ngày D.

Ngày nay, những tàn tích của bến cảng nhân tạo Mulberry A có thể được nhìn thấy ở ngoài khơi Omaha khi thủy triều xuống. Đê chắn sóng không còn ở đó do nó đã bị các đơn vị công binh Hải quân phá sập để mở đường cho các phương tiện tiến vào đất liền sau Ngày D. Bãi biển được mở rộng hơn trước và con đường ven biển cũng được mở rộng, nhiều ngôi làng mới được xây dựng và sát nhập với nhau, nhưng phần lớn bãi biển vẫn còn nguyên vẹn và khách du lịch vẫn có thể thăm quan được di tích của hệ thống phòng thủ cũ. Ở phía trên vách đá nhìn ra Omaha ở Colleville là khu nghĩa trang dành cho lính Mỹ đã bỏ mạng tại Omaha. Vào năm 1988, nhiều mảnh đạn, bom, cũng như mảnh kính và kim loại được tìm thấy trong cát của bãi biển. Các nhà nghiên cứu ước tính rằng, những mảnh này, cùng với những mảnh chưa được tìm thấy, sẽ được bảo quản tốt trong lớp cát đó từ một đến hai thế kỷ tới.

## Trong văn hóa đại chúng
- Cuộc đổ bộ vào Bãi Omaha được tái hiện lại trong bộ phim chiến tranh sử thi The Longest Day năm 1962, dựa trên cuốn sách cùng tên vào năm 1959 của nhà sử học Cornelius Ryan. Bộ phim có sự góp mặt của nhiều ngôi sao nổi tiếng như John Wayne, Robert Mitchum, Richard Burton,  Sean Connery, Henry Fonda và Richard Todd, một cựu sĩ quan lính dù Anh từng tham chiến tại Normanide trong Chiến dịch Tonga. Chuẩn tướng Norman Cota, phó chỉ huy Sư đoàn Bộ binh 29, được thủ vai bởi Robert Mitchum.
- Cuộc đổ bộ vào Bãi Omaha cũng được tái hiện lại trong bộ phim nổi tiếng Giải cứu binh nhì Ryan. Bộ phim được đạo diễn bởi Steven Spielberg và có sự góp mặt của các diễn viên nổi tiếng như Tom Hanks, Edward Burns, Matt Damon và Tom Sizemore. Phân cảnh Omaha ở đầu phim kéo dài 24 phút và được các cựu binh thời Thế chiến II coi là một trong những phân cảnh phim chân thật nhất họ từng chứng kiến.[98] Cảnh tượng đẫm máu ở Omaha đã khiến nhiều cựu binh ám ảnh và phải rời rạp chiếu phim "thay vì xem hết toàn bộ cuộc đổ bộ ở Normandie." Sau khi bộ phim được công chiếu, các phòng khám PTSD ở Mỹ thông báo có số bệnh nhân là cựu chiến binh tăng đột biến,[99] và Bộ Cựu chiến binh Hoa Kỳ đã phải thiết lập một đường dây nóng trên toàn quốc cho các cựu chiến binh bị ảnh hưởng bởi bộ phim, và chưa đầy hai tuần sau khi bộ phim được phát hành, họ đã nhận được hơn 170 cuộc gọi.[100] Giải cứu binh nhì Ryan được ca ngợi như một trong những bộ phim có ảnh hưởng nhất trong thể loại phim chiến tranh và trở thành hình mẫu cho các bộ phim và trò chơi về Thế chiến II sau này.

### Sách tham khảo
- Badsey, Stephen; Bean, Tim (2004). Omaha Beach. Sutton Publishing. ISBN 0-7509-3017-9.
- Buckingham, William F. (2004). D-Day: The First 72 Hours. Tempus Publishing. ISBN 978-0-7524-2842-0.
- Caddick-Adams, Peter (2019). Sand & Steel: A New History of D-Day. London: Hutchinson. ISBN 978-1-84794-8-281.
- Whitmarsh, Andrew (2009). D-Day in Photographs. Stroud: History Press. ISBN 978-0-7524-5095-7.
- Gilbert, Martin (1989). The Second World War: A Complete History. New York: H. Holt. ISBN 978-0-8050-1788-5.
- Ford, Ken; Zaloga, Steven J (2009). Overlord: The D-Day Landings. Oxford; New York: Osprey. ISBN 978-1-84603-424-4.
- Balkoski, Joseph (2005). Utah Beach: The Amphibious Landing and Airborne Operations on D-Day, ngày 6 tháng 6 năm 1944. Mechanicsburg, PA: Stackpole Books. ISBN 0-8117-0144-1.
- Trigg, Jonathan (2019). D-Day through German Eyes: How the Wehrmacht Lost France. Stroud UK: Amberley. ISBN 978-1-4456-8931-9.